# Bataille de Normandie
Seconde Guerre mondiale
Batailles
Opérations de débarquement (Neptune)
- Tonga (Deadstick, Batterie de Merville)
- Albany (Chicago, Manoir de Brécourt)
- Boston (Detroit)
- Utah Beach
- Omaha Beach (Pointe du Hoc)
- Gold Beach
- Juno Beach
- Sword Beach

Secteur anglo-canadien
- Caen
- Authie
- Perch (Villers-Bocage)
- Putot
- Bretteville-l'Orgueilleuse
- Norrey
- Mesnil-Patry
- Martlet
- Epsom
- Windsor
- Charnwood
- Jupiter
- Atlantic
- Goodwood
- Crête de Verrières
- Spring
- Bluecoat
- Totalize
- Tractable

Secteur américain
- Carentan
- Cotentin
- Cherbourg (Bombardement)
- Bataille des Haies (Elle, Saint-Lô, La Haye-du-Puits)
- Cobra
- Mortain

Fin de la bataille de Normandie et libération de l'Ouest
- Rennes
- Saint-Malo
- Brest
- Poche de Falaise
- Chambois
- Paris

Mémoire et commémorations
- Cimetières militaires de la bataille de Normandie
- Commémorations du 70e anniversaire
- Projet UNESCO de classement des plages

2e campagne de France
- Corse
- Limousin
- Ain et Haut-Jura
- Les Glières
- Ascq
- Division Brehmer
- Mont Mouchet
- Opérations SAS en Bretagne
- Bataille de Normandie
- Guéret
- Brigade Jesser
- Cornil
- 1er Tulle
- 2e Tulle
- Argenton-sur-Creuse
- Oradour-sur-Glane
- 1er Ussel
- Saint-Marcel
- Saffré
- Mont Gargan
- Vercors
- Penguerec
- Lioran
- Égletons
- 2e Ussel
- Débarquement de Provence
- Port-Cros
- La Ciotat
- Toulon
- Martigues
- Marseille
- Nice
- Rennes
- Saint-Malo
- Brest
- Paris
- Mont-de-Marsan
- Montélimar
- Maillé
- Écueillé
- La Saulx
- Meximieux
- Nancy
- Colonne Elster
- Dunkerque
- Arracourt
- Saint-Nazaire
- Lorient
- Metz
- Royan et de la pointe de Grave
- Campagne de Lorraine
- Colmar

Front d'Europe de l'Ouest
Front d'Europe de l'Est
Campagnes d'Afrique, du Moyen-Orient et de Méditerranée
Bataille de l'Atlantique
Guerre du Pacifique
Guerre sino-japonaise
La bataille de Normandie, opération Overlord selon son nom de code en anglais (« suzerain » en français), est l'une des grandes batailles de la Seconde Guerre mondiale sur le théâtre militaire européen. Elle se déroule entre juin et août 1944 en Normandie, et permet aux Alliés d’ouvrir un nouveau front en Europe de l'Ouest, face aux troupes du Troisième Reich. Elle débute mardi 6 juin 1944 — appelé Jour J — par le parachutage des premiers combattants à l'intérieur des terres, puis le débarquement (codé opération Neptune) d'importantes forces d'infanterie sur les plages de l'ouest du Calvados et de l'est du Cotentin. Elle s'achève le 25 août 1944 avec la Libération de Paris et l’atteinte de la Seine par les trois armées alliées (respectivement américaine, britannique et canadienne). Son effet est renforcé par l’opération Bagration lancée le 22 juin par Staline sur le front de l'Est, et par le débarquement de Provence le 15 août.
Cette bataille a pu être engagée et gagnée grâce à ce qui reste encore aujourd'hui la plus grande opération logistique de débarquement militaire, trois millions de soldats, principalement américains, britanniques, canadiens, australiens, néo-zélandais, mais aussi d'autres forces alliées (Forces françaises libres, Armée polonaise de l'Ouest, belges, tchécoslovaques, néerlandaises et norvégiennes) traversant la Manche depuis la Grande-Bretagne pour débarquer en Normandie, dont plus de 150 000 pour le seul jour J. Outre cet effectif colossal qui garantit la supériorité numérique des Alliés, ceux-ci disposent d'un matériel terrestre et aérien considérable, la proximité des bases aériennes britanniques puis la création d'aérodromes en France ainsi que de ports provisoires leur donnant à la fois la maîtrise totale du ciel et des ressources sans cesse croissantes en hommes, en véhicules, en munitions et en équipements.

## Objectifs
L'objectif des Alliés, dans cette opération, est de créer un autre front, en Europe de l'Ouest (opération Overlord), par la mise en place d'une deuxième tête de pont qui puisse ouvrir un accès assez rapide vers le cœur de l'Allemagne. La trop lente progression de la campagne d'Italie ne permet pas, en effet, d'espérer une issue rapide de la guerre.
Le plan d'exécution en Normandie s'articule en deux phases :
1. S'emparer d'une tête de pont afin de prendre le nœud routier de Caen et le port de Cherbourg (opération Neptune) ;
2. Élargir la zone par la libération de la Bretagne et des ports de la façade Atlantique française d'une part, avancer jusqu’à une ligne Le Havre-Le Mans-Tours, d'autre part.

Cette ligne est l'objectif planifié à quarante jours. L'objectif optimiste à trois mois (soit début septembre) est une zone s'étendant jusqu’à la Loire au sud et à la Seine au nord-est. Si le débarquement le jour J (D-Day en anglais) est partiellement réussi, les suites de l'opération se révèlent beaucoup plus difficiles et plus longues que prévu avec des combats acharnés en Normandie, connus sous le nom de bataille de Normandie.

## Prélude
Le 10 mai 1940, l'Allemagne envahit l'Europe de l'Ouest dont la France qui demande l'aide des États-Unis, mais ces derniers refusent.
L'année suivante, en juin 1941, les Allemands envahissent l'Union soviétique qui demande également l'aide des Américains : Staline réclame l'ouverture d'un second front en Europe de l'Ouest pour soulager l'Armée rouge. À son tour, il se heurte à un refus des Américains. Mais le 11 décembre 1941, soit quatre jours après l'attaque de Pearl Harbor, l'Allemagne déclare la guerre aux États-Unis, et par conséquent la première conférence de Washington (décembre 1941 – janvier 1942) décide d'ouvrir un deuxième front (en Afrique du Nord) prévu pour 1942 et de baser des bombardiers américains en Grande-Bretagne, pour engager les opérations militaires contre l'Allemagne.
Le 26 mai 1942, Molotov, ministre des Affaires étrangères de Staline, signe à Londres un traité anglo-soviétique avec le gouvernement britannique qui promet d'ouvrir un second front contre l'Allemagne. Ensuite Molotov ratifie à Washington un prêt-bail avec les États-Unis qui promettent un débarquement sur les côtes françaises au cours de l'année 1942.
Les Américains veulent lancer une offensive sur les côtes françaises alors que le choix de Churchill se porte sur les Balkans, mais il accepte une opération de portée limitée.
La deuxième Conférence de Washington (20 – 25 juin 1942) confirme le débarquement en Afrique du Nord prévu pour l'automne 1942 et le débarquement de Dieppe prévu initialement pour le 8 juillet 1942. Le débarquement de Dieppe est annulé puis lancé le 19 août 1942.
Le 14 janvier 1943, pendant la libération de la Tunisie, la planification de la libération du continent européen est rediscutée lors d'une rencontre à Casablanca entre Roosevelt et Churchill. Les Américains souhaiteraient lancer un débarquement par la voie la plus courte, sur les côtes de la Manche, au nord-ouest de l'Europe, pour atteindre plus vite le cœur industriel de l'Europe, mais Churchill, voulant ouvrir une route maritime avec l'URSS, souhaite lancer un débarquement au sud de l'Europe, en Grèce. Les États-Unis choisissent la péninsule italienne, le « ventre mou de l'Axe ».
La décision d'envahir la Manche fut prise en mai 1943 lors de la Conférence Trident, qui eut lieu à Washington D.C. Churchill préféra que la poussée alliée soit concentrée depuis la Méditerranée, mais la proposition fut rejetée par les Américains, qui fournissaient l'essentiel des troupes et du matériel. Le lieutenant-général britannique Frederick E. Morgan a été nommé chef d'état-major, commandant suprême des forces alliées (COSSAC), pour élaborer un plan détaillé. Les efforts initiaux ont été limités par le petit nombre de péniches de débarquement disponibles, dont la plupart étaient utilisées sur les théâtres de guerre de la Méditerranée et du Pacifique.
Les Britanniques et Américains lancent en juillet 1943 l'opération Husky (invasion de la Sicile), qui permet le 17 août de prendre l'île et d'avoir une première tête de pont alliée en Europe de l'Ouest. Cette offensive est rapidement suivie en septembre par l'opération Vésuve qui permet aux Alliés de libérer la Corse et de disposer de bases aériennes proches du nord de l'Italie et du sud de la France.
À la conférence de Québec (17 – 24 août 1943), les Américains refusent la proposition de Churchill de prendre l'île de Rhodes, mais ils acceptent un débarquement en Italie avec un effectif diminué, et à condition que leurs alliés s'occupent en priorité d'un débarquement en Normandie depuis l'Angleterre pour 1944.
La campagne d'Italie est difficile et les Alliés ne progressent que très lentement, ce qui rend nécessaire un débarquement dans le Nord-Ouest de l'Europe, le plus tôt possible. La conférence de Téhéran (28 novembre – 1er décembre 1943) confirme le choix de porter l'essentiel de l'effort sur un débarquement en France en mai 1944 et d'entreprendre seulement des actions modestes en Italie.
Reste aux Alliés à en choisir l'emplacement. Les chasseurs britanniques tels que le Spitfire et le Typhoon avaient une faible autonomie de vol, limitant considérablement les sites d'atterrissage potentiels, car l'appui aérien efficace dépendait de la durée pendant laquelle les avions pouvaient rester dans les airs, survolant les sites de combat. Morgan a envisagé quatre sites en France pour le débarquement : la Bretagne, la presqu'île du Cotentin, la Normandie et le Pas de Calais. La Bretagne et le Cotentin étant des péninsules, il aurait été relativement facile pour les Allemands d’entraver l’avancée alliée sur leurs isthmes étroits, aussi les deux furent-ils écartés. Le profil des côtes, les contraintes logistiques et le rayon opérationnel des avions de chasse, nécessaires pour la couverture aérienne et le soutien des troupes au sol, réduisent les possibilités de débarquement à deux choix : le Pas-de-Calais et l'Ouest de la Normandie.
Bien que le Pas-de-Calais offre les meilleures plages et un accès plus rapide vers l'Allemagne, il est considéré comme un choix trop évident et jugé trop bien défendu. En outre, un tel choix obligerait à concentrer toutes les forces militaires dans le Kent. Des ports importants comme Plymouth, Southampton ou Portsmouth auraient été trop éloignés du lieu de débarquement. La Normandie quant à elle, offre l'avantage d'être presque à équidistance de l'ensemble du littoral du sud de la Grande-Bretagne. De plus, la prise de la Normandie permet de disposer des ports en eaux profondes de Cherbourg et du Havre (et dans un second temps, après la conquête de la Bretagne, de ceux de Brest, Lorient et Saint-Nazaire). Enfin, la Normandie se trouve aux portes de Paris, objectif hautement politique et symbolique. La Normandie est donc choisie.
Le débarquement en Normandie a bénéficié des expériences du passé. Celle de la Première Guerre mondiale d'abord. Winston Churchill qui participe à l'élaboration de l'opération, fait bénéficier l'état-major des erreurs commises lors de la bataille des Dardanelles en 1915. Ensuite, les expériences des diverses opérations de débarquement menées par les Alliés (Torch en Afrique du Nord, Husky en Sicile, Avalanche et Shingle en Italie) viennent affiner la tactique. Enfin, l'échec du débarquement de Dieppe (le 19 août 1942) a montré qu'il n'est pas souhaitable d'attaquer directement un port pour débarquer. De plus, la capacité défensive des grands ports a été considérablement accrue depuis 1942, les rendant quasi-imprenables par un assaut venant de la mer. L'échec de Dieppe a également mis en évidence la nécessité d'une artillerie adéquate, d'un appui aérien rapproché et de navires spécialisés capables de naviguer plus près du rivage.

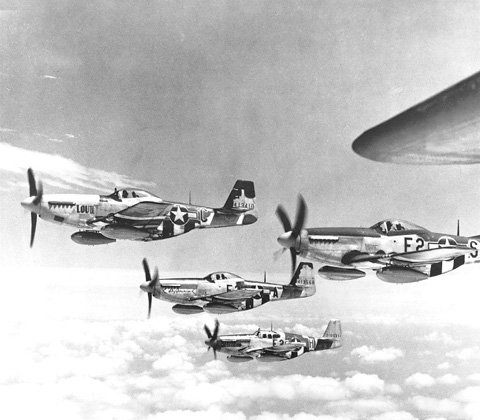
Le rééquipement des escadrons de chasse américains sur les terrains d'aviation britanniques en mars 1944 avec des Mustang P51 modèle D à long rayon d'action permet d'anéantir la chasse allemande sur les côtes de Normandie et de Calais et d'atteindre la suprématie aérienne ; le ciel acquis, pendant toute l'opération Overlord les mouvements au sol des divisions allemandes ne pourront avoir lieu que de nuit. La voiture de Rommel lui-même sera mitraillée par des appareils alliés.

L'état-major général de la COSSAC prévoyait de commencer l'invasion le 1er mai 1944. La première ébauche du plan fut acceptée à la Conférence de Québec en août 1943. Les généraux Dwight David Eisenhower et Bernard Montgomery sont nommés respectivement commandant suprême des forces expéditionnaires alliées et commandant opérationnel des forces d'invasion terrestres en décembre 1943 et janvier 1944.

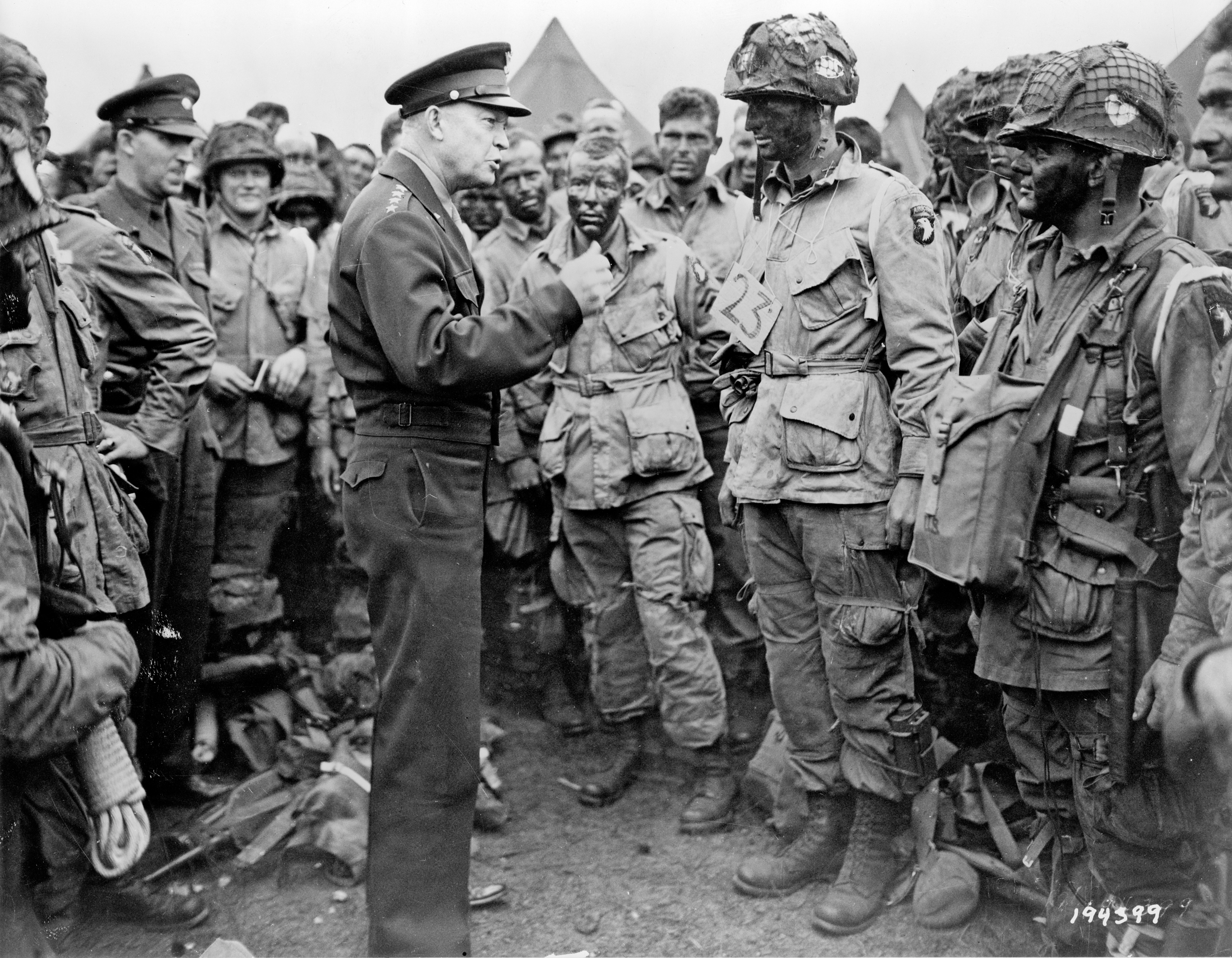
Eisenhower donnant les dernières instructions aux soldats du débarquement en Normandie : Full victory-nothing else (« la victoire complète et rien d'autre»).

La planification se déroule dans le plus grand secret. Tous les documents concernant l'opération sont marqués du mot « BIGOT » pour les classer secret. Ils ne peuvent être consultés que par des officiers figurant sur une liste nominative et tenus de n'en divulguer aucun détail. Initialement, le plan prévoit le débarquement de trois divisions par la mer et de deux brigades par les airs. Sur les instances de Montgomery, favorable à un front plus large, ce total est porté à cinq divisions par la mer et trois par les airs.
Le Jour J, initialement fixé au 1er mai 1944, est repoussé au 1er juin puis au 5 juin, ce délai permettant de bénéficier d'un mois supplémentaire de production de barges de débarquement. Finalement, le débarquement sera reporté au 6 juin en raison de mauvaises conditions météorologiques.
La prise de décision n'est pas simple car la météo s'est gâtée depuis le 1er juin. À partir de cette date, Eisenhower tient deux réunions par jour : à 4 h du matin et à 21 h 30. Les prévisions météo y sont données par le colonel Stagg (Royaume-Uni). Ce dernier dirige une équipe d'experts des États-Unis et du Royaume-Uni. Le dimanche 4 juin à 4 h, il a fallu rappeler des navires partis dans la nuit en vue d'un débarquement le 5. Ce même jour, à la réunion de 21 h 30, le colonel Stagg annonce des conditions météo favorables pour le 6. La décision est prise car les premiers navires doivent partir dans la nuit. À la réunion du lundi 5 à 4 h, le colonel Stagg confirme l'amélioration météo et Eisenhower prend alors la décision irrévocable de débarquer le mardi 6 juin. Après la date du 6, il aurait fallu attendre au moins quinze jours pour obtenir des conditions de lune et de marées favorables avec le risque de compromettre la surprise (voir Conditions météorologiques lors du débarquement de Normandie).
Pour leurrer les Allemands et les persuader d'un débarquement dans le Pas-de-Calais, voire d'un débarquement secondaire en Norvège, les Alliés mettent en place un large plan de désinformation appelé opération Fortitude. Une armée fictive est entièrement créée, le First US Army Group (FUSAG), « commandée » par le redouté général Patton, utilisant des bâtiments et un équipement factices (dont des chars d'assaut gonflables appelés « dummies »), et produisant un trafic radio fictif. Les Allemands, désireux de connaître la date et le lieu du débarquement, ont un réseau d'espions dans tout le sud de l'Angleterre.
Ces agents sont cependant, pour la plupart, contrôlés par les Alliés (« système Double Cross ») et envoient des messages confirmant que le Pas-de-Calais doit être le point d'attaque. En conséquence, la XVe armée (général Hans von Salmuth) y est mise en réserve, laissant la seule VIIe armée (général Friedrich Dollmann) face au secteur d'invasion. Cette opération se poursuivra après le débarquement en Normandie pour laisser croire que celui-ci n'est qu'une opération de diversion et que le débarquement principal reste prévu dans le Pas-de-Calais afin d'immobiliser dans le Nord de la France les divisions allemandes qui s'y trouvent.
En novembre 1943, lorsque Hitler décide que les risques d'une invasion de la France ne peuvent plus être ignorés, Erwin Rommel est nommé inspecteur des défenses côtières puis commandant du Groupe d'armées B (défense des côtes de la Loire aux Pays-Bas, Nord de la France). Il va accroître considérablement la construction des défenses côtières, le mur de l'Atlantique. Mais faute de temps, de moyens et sous les bombes alliées, celui-ci restera incomplet et manquera de profondeur.
Rommel est persuadé que la meilleure façon de repousser un débarquement côtier est de contre-attaquer à l'aide de blindés le plus vite possible, et de rejeter les Alliés à la mer dès le premier jour (« le jour le plus long »), avant toute consolidation de la tête de pont. Il demande donc que des divisions de Panzers soient disposées à proximité des côtes, mais son autorité est limitée par le fait qu’il n'est pas commandant en chef des forces armées occidentales, poste occupé par le maréchal Von Rundstedt, et que certaines divisions blindées (Panzerdivision de réserve) sont placées sous l'autorité directe de Hitler. Von Rundstedt, soutenu par Heinz Guderian, inspecteur-général des troupes blindées, préfère concentrer les divisions de Panzers plus à l'intérieur des terres (notamment la 21e Panzerdivision du Generalleutnant Edgar Feuchtinger, positionnée au sud de Caen) afin de pouvoir lancer une contre-attaque massive une fois le lieu du débarquement établi, et alors que la tête de pont alliée n'est pas encore stabilisée. L'accord consiste donc à garder trois divisions sous les ordres directs de Rommel, près des côtes, tandis que trois autres restent placées en arrière et ne peuvent être débloquées sans l'ordre express de l'équipe opérationnelle de Hitler. La couverture aérienne est assurée par seulement 169 avions de chasse, ce qui sera très peu face aux milliers d'avions que les Alliés engageront. La suprématie aérienne alliée au-dessus du Nord-ouest de l'Europe était d'ailleurs une des conditions préalables à l'opération alliée.
Le débarquement de Normandie est précédé par un rassemblement considérable de troupes, d'armements et de navires en Angleterre. Des engins militaires spécialisés sont mis au point pour l'assaut des obstacles et défenses du mur de l'Atlantique. Des tanks Sherman amphibies sont fabriqués ainsi que des tanks démineurs, des tanks anti-blockhaus, poseurs de ponts et de génie routier sous les ordres de la 79th Armored Division du Major-General Percy Hobart, d'où leurs surnoms de Hobart's Funnies ou de « ménagerie de Hobart ».
Une formidable logistique est également conçue avec la construction d'éléments de ports provisoires qui doivent être acheminés peu après les premières troupes. Ces ports doivent permettre d'alimenter les troupes en matériels et munitions, le temps de conquérir un port en eau profonde. Des plans de reconstruction des lignes de chemin de fer et des routes de Normandie ont été établis.

Le Transportation Plan, plan d'attaque des voies de communication, destiné à préparer le débarquement en Normandie, est arrêté le 25 mars 1944. 

## Débarquement

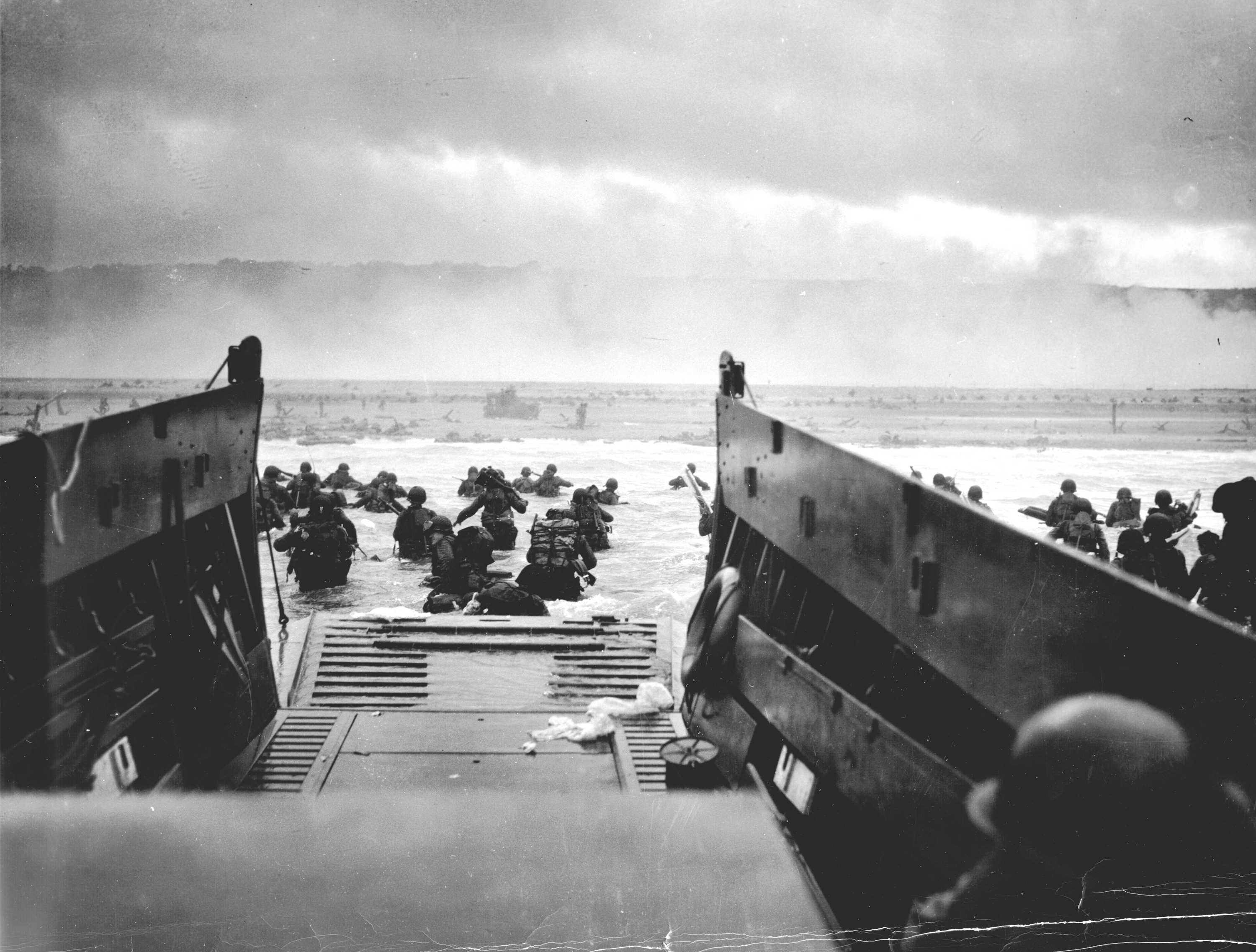
Un LCVP débarquant des troupes de la 1re division d'Infanterie américaine à Omaha Beach. 6 juin 1944.

Le débarquement allié, connu sous le nom de Jour J (en anglais : D-Day), représente les premières heures de cette opération. Initialement fixé au 5 juin, le débarquement sera reporté au 6 juin en raison de mauvaises conditions météorologiques.
Le 6 juin 1944, 1 213 bateaux de guerre (cuirassés, destroyers…), 736 navires de soutien, 864 cargos et 4 126 engins et péniches débarquent 20 000 véhicules et 156 000 hommes sur les plages de Normandie. Une fois les plages conquises, les opérations de débarquement se poursuivent pendant encore plusieurs semaines. Les plages choisies, protégées par les fortifications du mur de l'Atlantique, sont regroupées en cinq zones entre Saint-Martin-de-Varreville, dans le Cotentin, à l'ouest et Ouistreham sur l'embouchure de l'Orne à l'est :
| Utah Beach | Omaha Beach | Gold Beach   | Juno Beach                  | Sword Beach                |
| ---------- | ----------- | ------------ | --------------------------- | -------------------------- |
| Américains | Américains  | Britanniques | Canadiens (et Britanniques) | Britanniques (et Français) |

La pointe du Hoc (située un peu à l'ouest d'Omaha) est considérée comme une 6e zone de débarquement, prise par les Rangers américains.
Forces en présence : forces alliées (Américains, Britanniques, Canadiens, Français libres, Polonais, Belges, Tchécoslovaques, Néerlandais, Norvégiens, etc.) contre troupes du Troisième Reich (Allemands, mais aussi des supplétifs issus de troupes principalement russes vaincues à l'Est et qui défendaient le mur de l'Atlantique).
5 000 bateaux, dont 4 000 barges de débarquement et 130 navires de guerre, sont impliqués. 12 000 avions sont engagés afin d'assurer le soutien du débarquement, dont un millier d'avions transportant les parachutistes. 5 000 tonnes de bombes sont larguées sur les côtes normandes.

### Plan

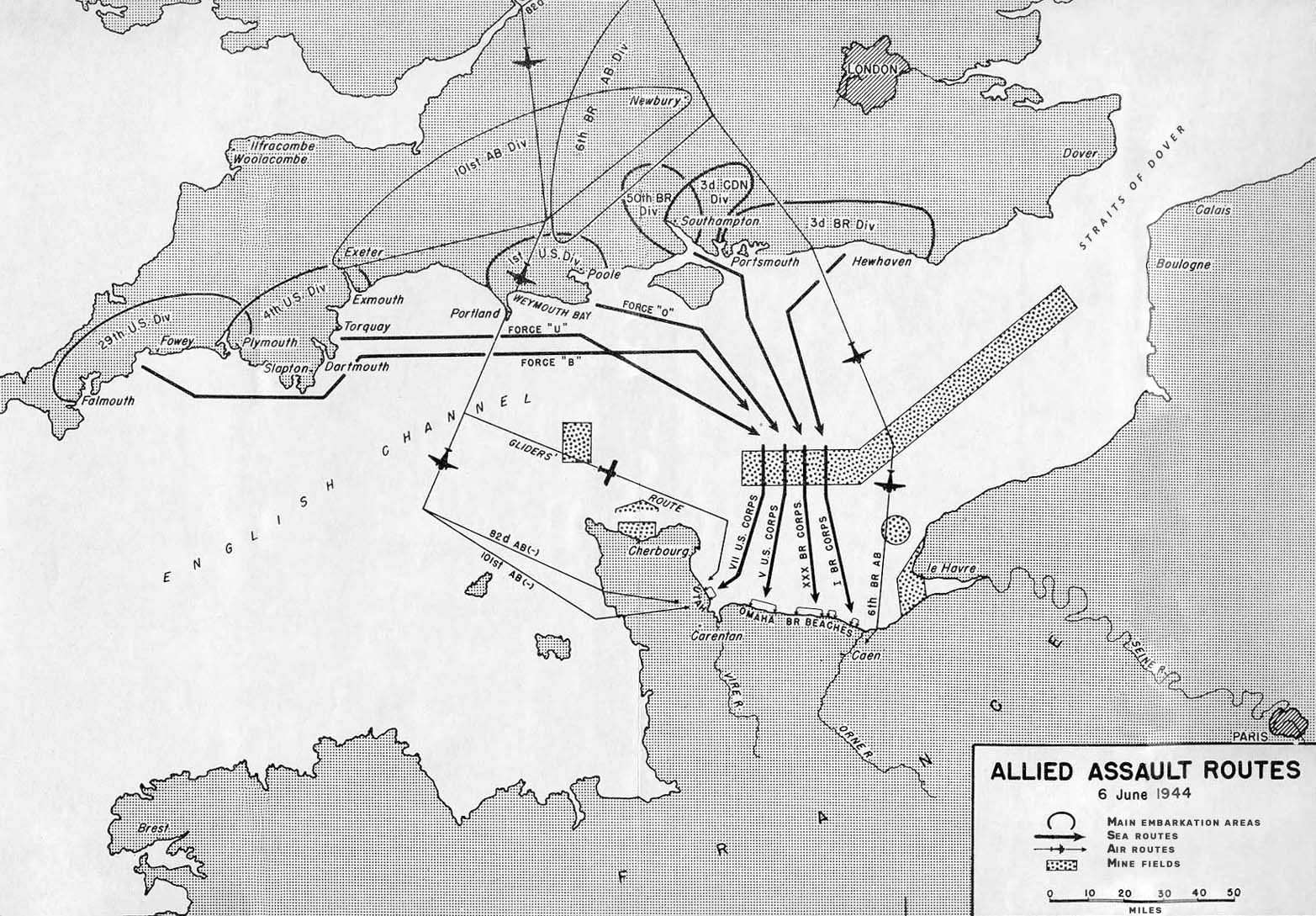
Plan d'attaque du débarquement en Normandie.

D'est en ouest, l'ordre de bataille était approximativement le suivant :
- la 6e division aéroportée britannique, à laquelle était attaché le 1er bataillon canadien de parachutistes, pour partie parachutée et pour partie aérotransportée en planeurs Horsa, atterrit à l'est de l'Orne pour couvrir le flanc gauche ;
- la 1st Special Service Brigade comprenant les commandos britanniques 3e commando (en), 4e commando, 6e commando (en) et 45e commando (en) des Royal Marines, débarque à Ouistreham dans le secteur Queen Red (à l'extrême gauche). Les hommes du 4e commando sont renforcés par les 1er et 8e French Troop (les 177 fusiliers marins français du commandant Kieffer) des 10e commandos interalliés ;
- la 3e division d'infanterie britannique et la 27e brigade cuirassée à Sword Beach, de Ouistreham à Lion-sur-Mer ;
- le 41e commando (en) de la 4th Special Service Brigade avec les 46e commando (en), 47e commando (en) et 48e commando (en), débarque à la droite de Sword Beach ;
- la 3e division d'infanterie et la 2e brigade blindée de l'armée Canadienne, la 2de brigade cuirassée et le 48e  (RM) commando à Juno Beach, entre Saint-Aubin-sur-Mer et Courseulles-sur-Mer ;
- le 46e commando (en) de la 4th Special Service Brigade à Juno doit escalader la falaise à gauche de l'estuaire de l'Orne et y détruire une batterie (la puissance de feu de cette batterie étant apparue comme négligeable, le 46e commando est mis de côté comme une réserve flottante et débarque à Jour J+1) ;
- la 50e division britannique et la 8e brigade cuirassée à Gold Beach, de La Rivière à Arromanches ;
- le 47e commando (en) de la 4th Special Service Brigade sur le flanc ouest de Gold beach ;
- le 5e corps américain (1re division d'infanterie et 29e division d'infanterie) de l'US Army à Omaha Beach, de Sainte-Honorine-des-Pertes à Vierville-sur-Mer ;
- le 2e bataillon de rangers américain à la pointe du Hoc ;
- le 7e corps d'armée (États-Unis) (4e division d'infanterie plus d'autres éléments) à Utah Beach, autour de Pouppeville et La Madeleine ;
- la 101e division aéroportée américaine parachutée autour de Vierville (opération Albany) ;
- la 82e division aéroportée américaine parachutée autour de Sainte-Mère-Église, protégeant le flanc droit (opération Boston) ;
- 36 parachutistes français de la France libre du 4e bataillon du Special Air Service (SAS) sont parachutés sur deux zones différentes en Bretagne le soir du 5 juin (opération Dingson à Plumelec et opération Samwest à Duault). Dans la nuit du 7 au 8 juin, 18 groupes de sabotage de ce bataillon sont aussi parachutés, c'est l'opération Cooney parties. Il y aura d'autres parachutages d'hommes (538 au total) et surtout de conteneurs[n. 3] jusqu'à la Libération de la Bretagne début août[9],[10].

Les actions des FFI, Forces françaises de l'intérieur, des SAS et du Maquis aident à perturber les lignes de communications allemandes.
Le rivage a été largement fortifié par l'organisation Todt dans le cadre du mur de l'Atlantique. Il est gardé par quatre divisions, dont une seule, la 352e division d'infanterie, est de qualité standard. La plupart des autres unités est constituée d'hommes qui (souvent pour des raisons médicales) sont considérés comme inaptes au front de l'Est et de troupes étrangères, surtout russes, les Osttruppen ayant incorporé l'armée allemande plutôt que de devenir des prisonniers de guerre. La 21.Panzerdivision est positionnée entre Caen et Falaise, le 6e régiment de chasseurs parachutistes (Fallschirmjäger) défend Carentan et la 12.SS-Panzerdivision est stationnée entre la Seine et l'Orne autour de Dreux. Les hommes de cette dernière sont recrutés parmi les Jeunesses hitlériennes à partir de l'âge de 16 ans, et acquerront une réputation de férocité dans les combats à venir. Les marécages proches d'Utah Beach ont été inondés pour prévenir tout parachutage et rendre difficile une sortie des plages.
Avant la bataille, les Alliés ont soigneusement cartographié les zones de débarquement, en prêtant une attention particulière à la météo en Manche. Les conditions propices à un débarquement sont hasardeuses : marée basse à l'aube pour éviter les obstacles anti-navires, que les Allemands ont concentrés sur la ligne de marée haute ; entre un jour avant et quatre jours après la pleine lune pour des raisons de marée ; temps calme, avec des vents inférieurs à la force 3 (moins de 12 km/h) sur la côte, et à la force 4 (moins de 20 km/h) au large ; couverture nuageuse peu épaisse jusqu’à une altitude de 2 400 m, et la base des nuages au-dessus de 900 m d'altitude ; visibilité supérieure à 4,5 km. Pour ces mêmes raisons, les Allemands ne craignent pas de débarquement à cette date.

### Déroulement

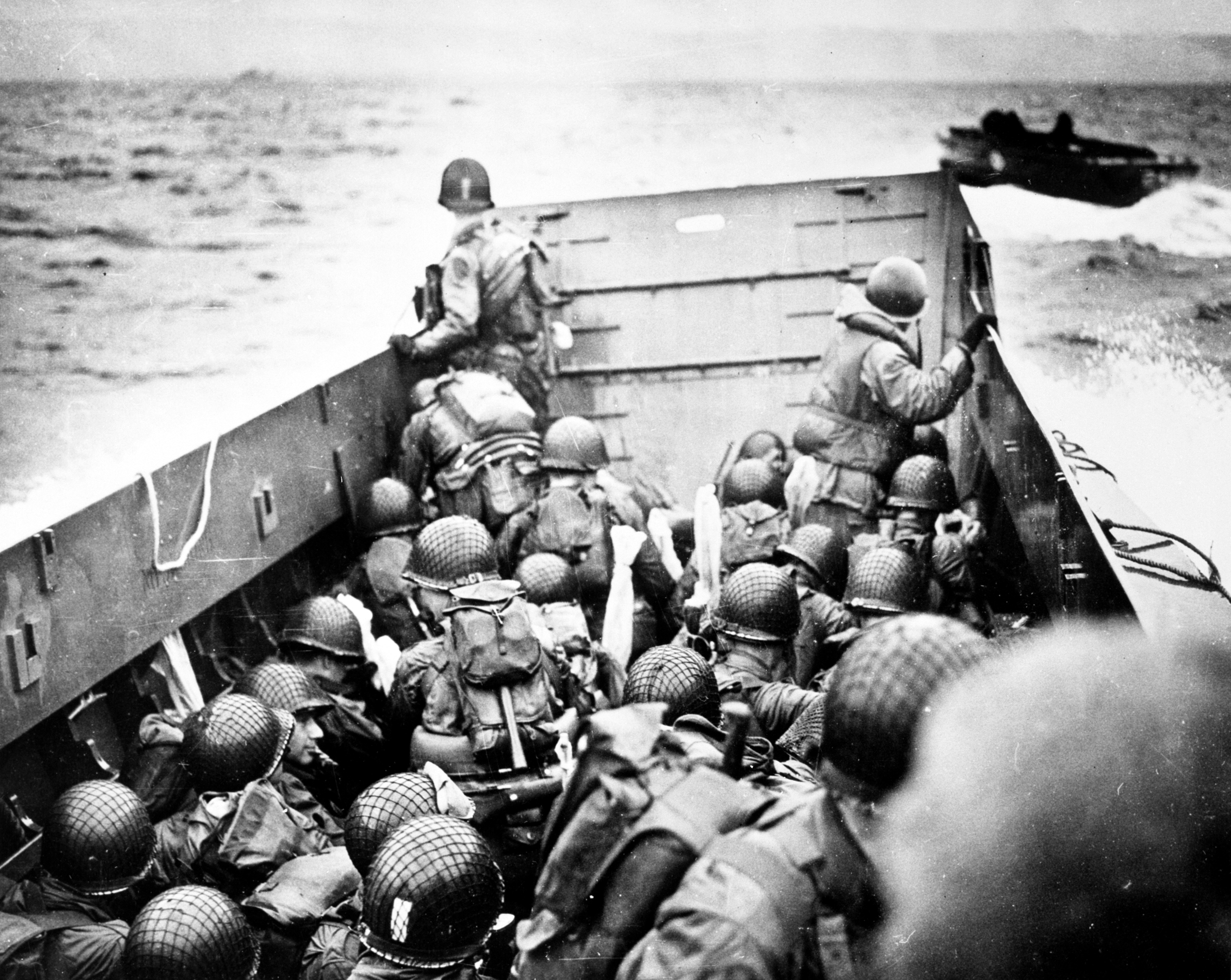
Troupes à bord d'une barge de débarquement, face à Omaha Beach, Normandie. 6 juin 1944 (photo de Robert Capa).

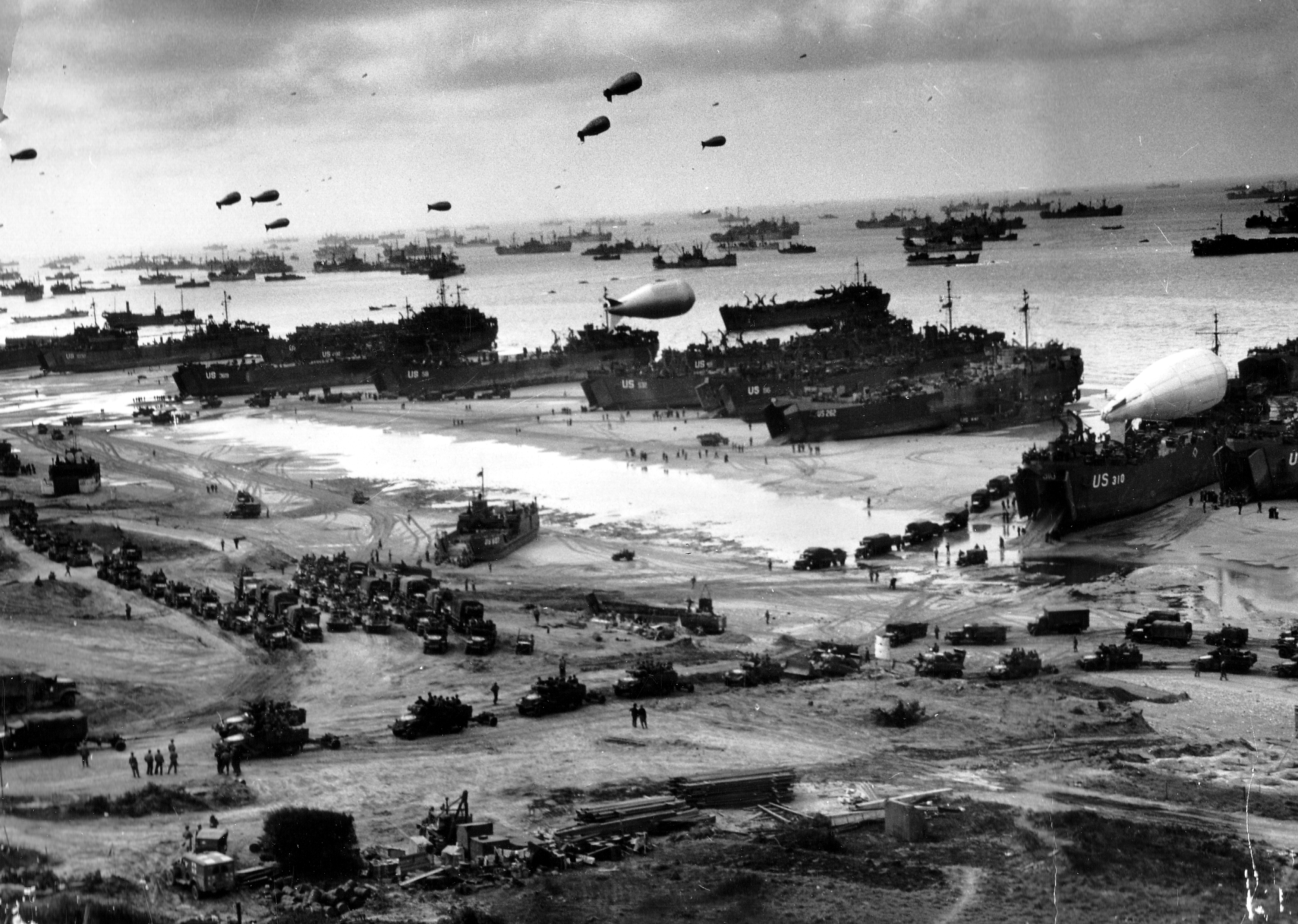
Débarquement des troupes et matériels par échouage des bateaux sur les plages normandes. Juin 1944.

- 0 h 5 : bombardement des positions allemandes entre Le Havre et Cherbourg
- 0 h 15 : largage des pathfinders (éclaireurs), parachutistes chargés des balisages des zones de saut et de destruction de voies ferrées en liaison avec la Résistance
- 0 h 20 : atterrissage des planeurs britanniques (chargés de transporter des armes lourdes et des véhicules légers) à proximité du Pegasus Bridge sur le canal de Caen à la mer
- 1 h 0 : largage des parachutistes des divisions aéroportées britanniques (opération Tonga) et américaines (opérations Albany et Boston)
- 3 h 20 : atterrissage des planeurs avec le matériel lourd des divisions aéroportées
- 6 h 0 : début du bombardement naval de la côte normande
- 6 h 30 : heure H, débarquement sur les plages des troupes américaines
- 7 h 30 : heure H+1, débarquement sur les plages des troupes britanniques et canadiennes

### Bilan
Au soir du 6 juin, environ 156 000 hommes avaient pris pied sur le sol normand : 17 000 parachutés, 56 000 débarqués sur Utah Beach et Omaha Beach et 83 000 débarqués sur le secteur anglo-canadien. Les pertes alliées s'élevaient à 10 300 hommes dont le tiers de tués.
Pertes matérielles :
- 2 navires de guerre : le destroyer américain USS Corry au large de l'Utah et le chasseur de sous-marins USS PC-1261 sont coulés par des mines.
- 131 LCT (Landing Craft Tank) ;
- 117 LCA (Landing Craft Assault) ;
- 43 LCI (Landing Craft Infantry) ;
- 27 avions perdus et 63 endommagés.

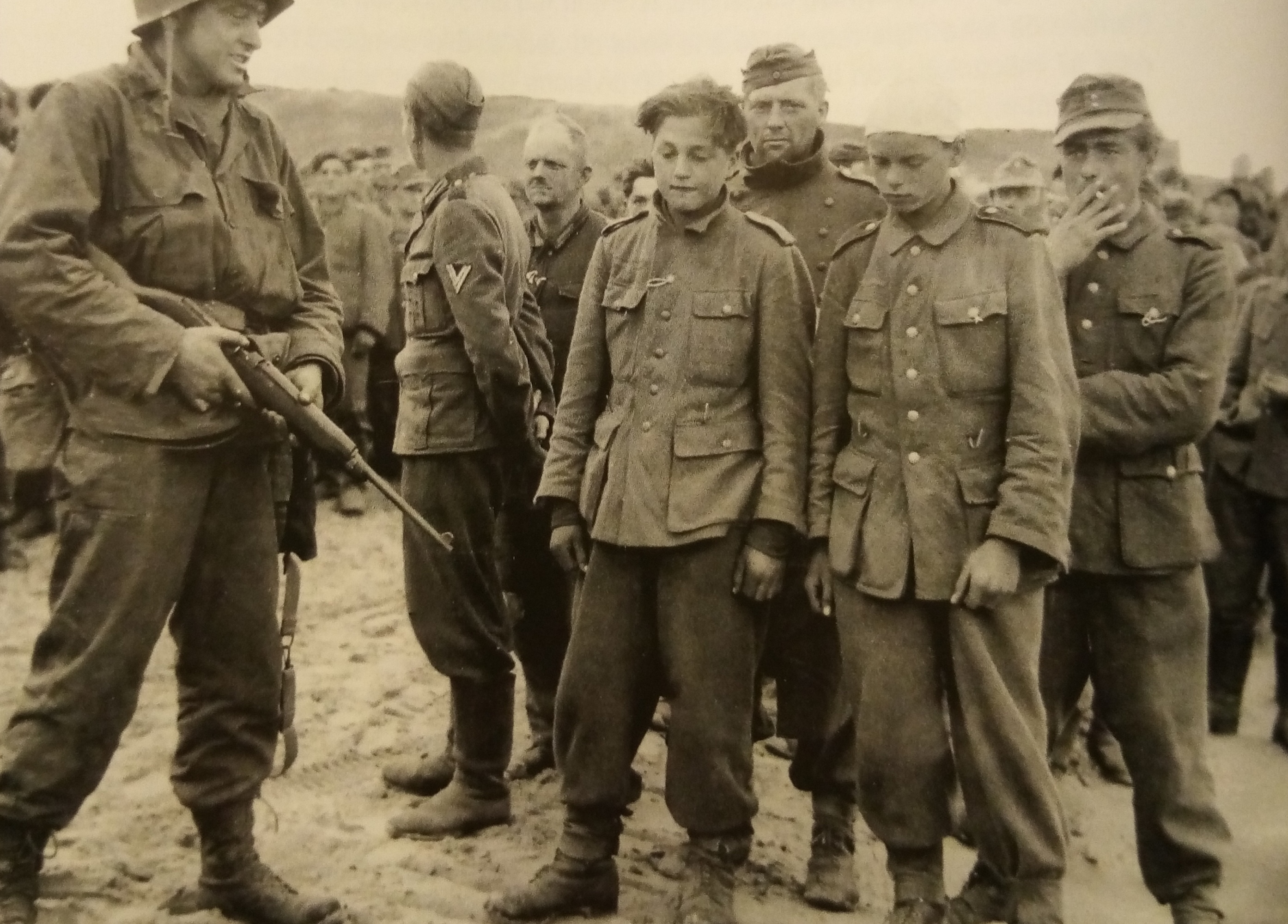
Prisonniers allemands, parmi lesquels de très jeunes combattants.

Les plans alliés d'invasion comprennent la prise de Caen et Bayeux dès le premier jour, toutes les plages devant être reliées, sauf Utah, et une ligne de front avancée à 10-15 kilomètres à l'intérieur des terres. Dans les faits, aucun de ces buts n'est atteint. Cependant, les pertes, 4 000 morts et 6 000 blessés, soit moins de trois pour cent des forces impliquées, ne sont pas aussi importantes que prévu et les têtes de pont sont parvenues à repousser les contre-attaques allemandes avec l'appui de l'artillerie navale.
Les priorités des jours qui suivent le débarquement furent de relier les têtes de pont, de prendre Caen et de capturer Cherbourg pour disposer d'un grand port.
Les têtes de pont anglo-américaines d'Omaha Beach et Sword Beach se rejoignent à Bayeux. La 12e division blindée SS (HitlerJugend, Jeunesses hitlériennes) attaque les Canadiens les 7, 8 et 9 juin en causant de lourdes pertes, mais ne parvient pas à percer. Ce laps de temps est parsemé de crimes de guerre (massacre de prisonniers). Pendant ce temps, les plages sont reliées entre elles - Omaha le 10 juin et Utah le 13 grâce à la prise de Carentan par la 101e division aéroportée après d'âpres combats contre les Fallschirmjäger. Les Alliés renforcent leur front plus rapidement que les Allemands. Alors que les Alliés débarquent toutes leurs ressources, la supériorité aérienne alliée et les dommages causés au réseau ferroviaire rendent les mouvements de troupes allemandes lents et dangereux.
L'étendue de la défaite allemande est, humainement et matériellement, considérable. En Normandie, il n'y a ni reddition, ni capitulation : une quarantaine de divisions ont été engagées ; Le coût de la bataille est du même ordre que celui des poches immenses du front de l'est : environ 450 000 hommes dont 200 000 tués, et en matériel : 1 500 chars, 2 000 canons et 20 000 véhicules détruits. Les pertes en généraux sont très fortes, bien que certains officiers aient réussi à se dégager de la poche avec quelques centaines d'hommes ; aussi, on dénombre côté allemand près de 20 commandants d'armées tués ou prisonniers, 3 commandants blessés (dont le général Rommel) et plus de 35 divisions hors-d'état.

### Logistique

#### Ports artificiels
Un des principaux défis des Alliés était de pouvoir acheminer sans discontinuer pendant des jours et des semaines, des dizaines de milliers d'hommes, des armements lourds, munitions, matériels, carburant, nourriture…
Si les Alliés sont confiants dans le débarquement le jour J et dans la création d'une tête de pont, le moment critique est situé entre J+3 et J+9, le temps d'acheminer suffisamment de troupes pour faire face aux contre-attaques des forces allemandes.
Depuis la tentative ratée du débarquement de Dieppe, ils savent qu'il leur est impossible de prendre un port de manière frontale. Dans le mur de l'Atlantique, tous les grands ports de la Manche sont de redoutables forteresses. L'objectif dans les jours qui suivent le jour J est de s'emparer de Cherbourg, grand port en eau profonde, par la terre.
Mais, en attendant de pouvoir en disposer, les Alliés vont mettre en place deux ports artificiels, les ports Mulberry à Arromanches et à Saint-Laurent-sur-Mer, dérouler un oléoduc sous-marin, PLUTO, et organiser ainsi une formidable logistique de ravitaillement de la tête de pont en Normandie grâce à une noria de navires. Une tempête le 19 juin détruira le port artificiel américain de Saint-Laurent-sur-Mer, obligeant ces derniers à procéder à plus de débarquement à même les plages. Seul celui d'Arromanches pourra être remis en état. Il restera opérationnel durant huit mois et permettra le débarquement de 20 % des hommes, véhicules et matériels qui auront été engagés jusqu'à fin août 1944 sur le théâtre d'opérations nord-ouest.
En 87 jours de campagne, plus de deux millions de soldats alliés, plus de 438 000 véhicules, plus de trois millions de tonnes d'équipements et de ravitaillements auront été débarqués en Normandie.

#### Approvisionnement en carburant
L'approvisionnement en carburant était un des éléments vitaux de la réussite de l'opération Overlord. Les Alliés avaient estimé leurs besoins à 15 000 tonnes à J+41 (soit le 15 juillet) pour approvisionner en essence les 200 000 véhicules qui auraient déjà été débarqués mais également le carburant des avions ou le mazout des navires de la zone. Pendant les dix premiers jours, les Alliés faisaient échouer sur les plages des LCT remplis de jerricans d'essence. En parallèle, deux points d'ancrage pour pétroliers étaient installés au large de Sainte-Honorine-des-Pertes et reliés à la côte et au mont Cauvin par des tuyaux souples. Un terminal pétrolier sommaire était installé le long des jetées de Port-en-Bessin et relié lui aussi au Mont-Cauvin par un oléoduc.
À partir du 15 juillet, ces systèmes d'approvisionnement dit mineurs devaient être remplacés par des systèmes de plus grande échelle à partir du port de Cherbourg reconquis. Le terminal pétrolier d'avant-guerre de la marine nationale de la digue de Querqueville devait être remis en marche avec l'accostage de gros pétroliers mais surtout avec la mise en place d'un oléoduc sous la Manche. Mais les importantes destructions allemandes du port ne permirent au premier pétrolier allié de n'accoster à Querqueville que le 25 juillet et la mise en place de l'oléoduc fut elle aussi retardée.
Il s'agissait de dérouler entre l'île de Wight et Querqueville, soit une centaine de kilomètres, dix tuyaux souples sous la mer (Pipe-Lines Under The Ocean ou PLUTO), ce qui n'avait encore jamais été fait dans l'Histoire. Initialement, le premier tuyau devait entrer en fonctionnement le 18 juin, soit 12 jours après le débarquement. Mais la prise de Cherbourg plus tardive, le long nettoyage des eaux du port et le mauvais temps retardèrent sa mise en service de six semaines et il ne put entrer en fonction qu'au début du mois d'août. Néanmoins, le manque de carburant ne se fit pas trop sentir, le front ne progressant pas ou peu.
Le fonctionnement de PLUTO se révéla également insuffisant, chaque tuyau ne fournissant pas les 300 tonnes par jour initialement prévues, obligeant les Alliés à poursuivre des débarquements de carburant sur les plages, à décharger dans le port de Courseulles-sur-Mer et à continuer de faire fonctionner le terminal de Port-en-Bessin. Par la suite, avec l'avancée des Américains, PLUTO fut prolongé par un oléoduc terrestre jusqu'à Avranches. Au mois d'août, il sera redirigé vers la Seine et Paris. 7 500 sapeurs américains aidés de 1 500 prisonniers de guerre allemands participeront aux travaux de cet oléoduc.

### Bataille de Caen (7 juin–19 juillet)

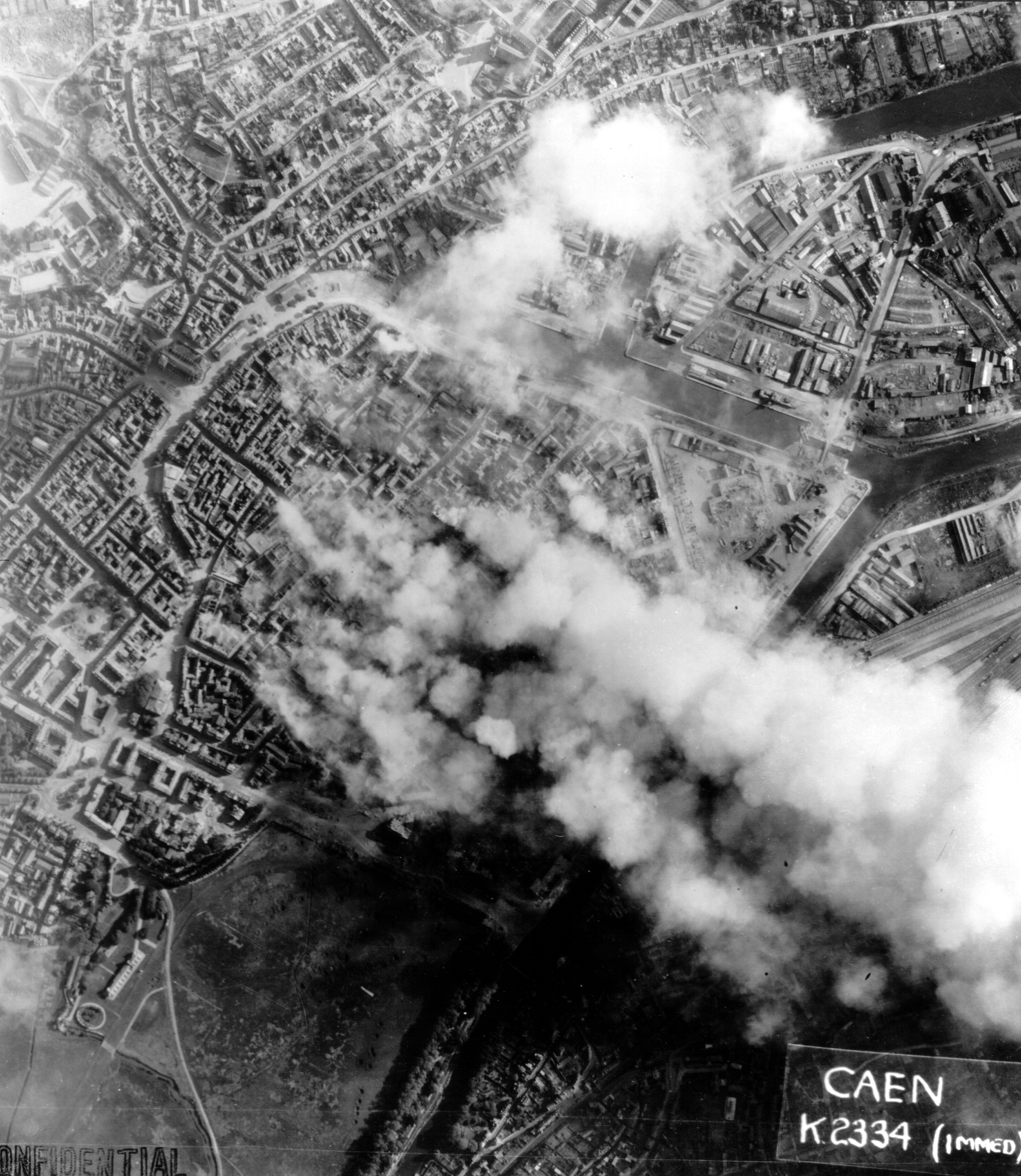
Bombardement de Caen dans l'après-midi du 6 juin 1944.

Supposant que Caen est la position-clé de la bataille, Montgomery y mène trois assauts entre le 7 juin et le 1er juillet avant que la ville ne soit encerclée et bombardée le 7 juillet (opération Charnwood). Espérant une percée décisive par la plaine de Caen en direction de Paris, Montgomery lance alors une offensive majeure avec les trois divisions blindées britanniques, nom de code : opération Goodwood. Le succès initial est contrarié par la résistance improvisée mais déterminée des 1re et 12e divisions blindées SS appuyées par des troupes du génie allemandes leur faisant office d'infanterie. Les pertes britanniques en blindés sont importantes. Hitler, qui sous-estime les Américains, concentre ses réserves face aux Britanniques. Ceux-ci subissent les inconvénients d'une tête de pont trop étroite, largement exposée aux tirs de l'artillerie ennemie.

### Coupure du Cotentin et prise de Cherbourg
Le but des Alliés est de conquérir le plus rapidement possible Cherbourg pour disposer d'un port en eaux profondes. La réussite du débarquement à Utah Beach et de la jonction avec les troupes débarquées plus à l'est, permet ensuite aux troupes américaines d'avancer vers l'ouest et le nord du Cotentin. Les troupes allemandes stationnées dans le Nord-Cotentin sont peu mobiles et hétéroclites et il est difficile à l'état-major allemand de les renforcer. Onze jours après le débarquement, le 17 juin, les Américains atteignent la côte ouest du Cotentin à Barneville-Carteret, isolant les troupes allemandes du Nord-Cotentin et de Cherbourg du reste du front allemand. Les Américains vont achever la libération du Nord-Cotentin, aidés par les ordres incohérents de Hitler qui tarde à replier ses troupes dans Cherbourg fortifié.
Le général Collins lance l’assaut sur la ville et le port le 22 juin et malgré une vive résistance et de nombreuses pertes alliées, la forteresse allemande se rend le 26 juin 1944. Malheureusement, les troupes de l'amiral Hennecker ont réussi à rendre le port inutilisable. Le premier bateau allié n'y accostera qu'à la fin du mois de juillet et le port ne sera opérationnel, en partie, qu'à la mi-août. Il deviendra pourtant le port le plus actif du monde jusqu'à la libération des accès au port d'Anvers début novembre 1944 et le port d'approvisionnement du front de l'Ouest (même si les plages normandes et le port artificiel d'Arromanches continueront d'être utilisés).

### Bataille des Haies

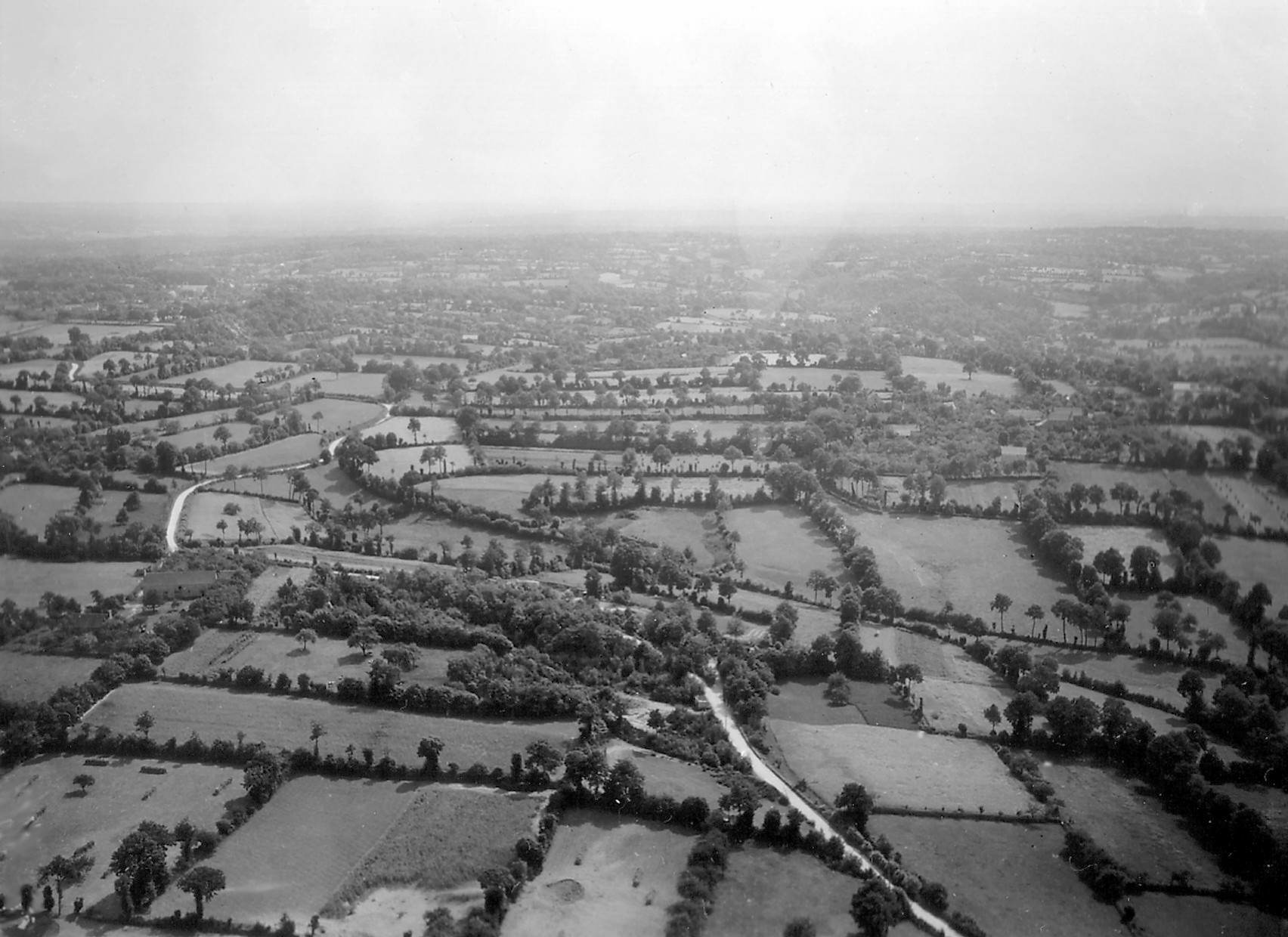
Photo aérienne du bocage dans le Cotentin.

Les troupes anglo-canadiennes étant bloquées à l'est du front et ne pouvant prendre Caen, les troupes alliées, principalement américaines, doivent progresser au sud-ouest dans une zone de bocage, très favorable à la défense et dont les troupes allemandes, plus expérimentées que celles qui défendaient le mur de l'Atlantique, savent profiter. Les mouvements de chars sont rendus difficiles et l'aviation est peu efficace sur un tel terrain. L'infanterie américaine doit se battre haie par haie d'où le nom que les historiens donneront à cet épisode de la bataille de Normandie.
Ainsi de la mi-juin au 24 juillet, la progression de la 1re armée américaine vers Saint-Lô est très lente. Les troupes américaines piétinent ainsi plus d'un mois et ne progressant qu'au prix de pertes très importantes.

### Percée d'Avranches
Le 25 juillet 1944, les Alliés lancent alors deux opérations conjointes, l'opération Spring consistant à bloquer les forces blindées allemandes à l'est du front au sud de Caen, et l'opération Cobra. Il s'agit, par un bombardement massif et très concentré (« tapis de bombes »), d'ouvrir une brèche dans les défenses allemandes dans le sud du Cotentin. L'opération réussit et, le 30 juillet, les divisions américaines s'engouffrent dans la brèche ouverte. Patton, avec les divisions blindées américaines (et la 2e DB française de Leclerc débarquée à Utah Beach à partir du 1er août 1944 peut alors lancer sa grande percée vers le sud. Il libère la Bretagne (à l'exception des principaux ports fortifiés où les Allemands se sont retranchés), avance jusqu’à la Loire, puis revient vers le nord en prenant à revers le front allemand.

### Contre-attaque allemande et encerclement de la poche de Falaise

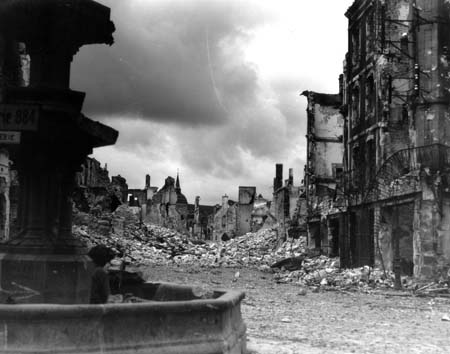
Place centrale de Falaise, le 16 août 1944.

Au lieu de se replier, la Wehrmacht, sur ordre de Hitler et contre l'avis de son état-major, lance une contre-attaque baptisée opération Lüttich (du 6 au 13 août 1944) dans la région de Mortain vers Avranches (7e armée et 5e armée blindée), dans le but de couper les lignes américaines. Dès le début, cette offensive allemande est un échec. Le bocage, qui a entravé l'avance des troupes motorisées alliées, gêne aussi la contre-attaque allemande. L'état-major américain n'a pas été surpris, car informé des intentions allemandes, et a pu préparer la réaction. Mais la contre-attaque était surtout vouée à l'échec par sa quasi-absence de couverture aérienne, alors que les bombardiers alliés faisaient 2 000 à 3 000 sorties par jour, pilonnant les Allemands contraints de se découvrir pour attaquer. Les troupes américaines et françaises prennent alors les Allemands à revers par le sud tandis que les Britanniques, les Canadiens et les Polonais de la 1re division blindée du général Maczek ferment la tenaille qu'ils ont formée par le nord en prenant la cote 262 située dans la commune de Mont-Ormel. Encerclés dans la poche de Falaise, les Allemands tentent de maintenir un corridor d'évacuation surnommé "le couloir de la mort" avec l'appui du 2e SS-Panzer-korps sur la cote 262 nord. Des éléments du SS-Panzer-korps réussissent à échapper à l'encerclement mais la détermination des Polonais déjoue tous les efforts ennemis. Les Allemands ne parviennent pas à évacuer les troupes encore présentes, ce qui correspond à 50 000 hommes laissés dans la poche et qui se rendront rapidement aux Alliés, en plus des 10 000 tués en trois jours, soit les deux tiers de leur effectif encore engagé en Normandie (21 août 1944).
La sinistre division 2e division SS Das Reich a été engagée durant cette bataille. C'est l'unité qui a été impliquée dans les Massacre de Tulle, Massacre d'Argenton-sur-Creuse et Massacre d'Oradour-sur-Glane il s'agit du plus grand massacre de civils commis en France par les armées allemandes.

### Passage de la Seine par les Allemands
Après le demi-succès de la poche de Falaise, les Alliés manqueront une nouvelle occasion d’encercler les Allemands sur la Seine. Le 15e corps d'armée qui remontait de Mantes à Louviers, entre la Seine et l’Eure, n’a pas pu progresser assez vite, ce qui a permis aux Allemands de faire traverser la Seine à 240 000 hommes et près de 30 000 véhicules, réalisant un véritable Dunkerque à rebours sur la Seine,. Patton avait proposé d’exploiter la tête de pont du XVe Corps à Mantes pour remonter la Seine vers Rouen par la rive droite, au terrain plus favorable et bien moins défendu. Cette manœuvre aurait permis d’interdire le passage à une grande partie des unités piégées sur la rive sud du fleuve, comme l’appréhendait le commandement allemand.

## Chronologie

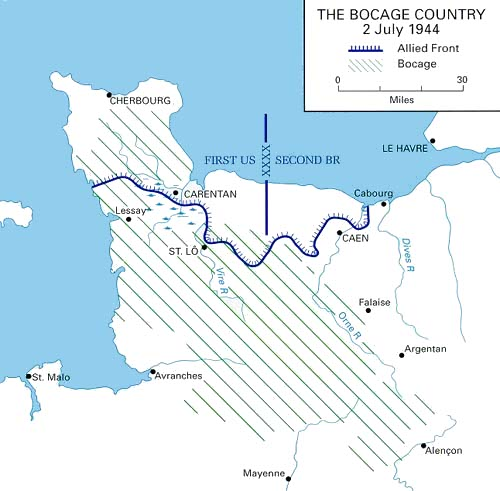
Avance alliée au 2 juillet et bocage normand.

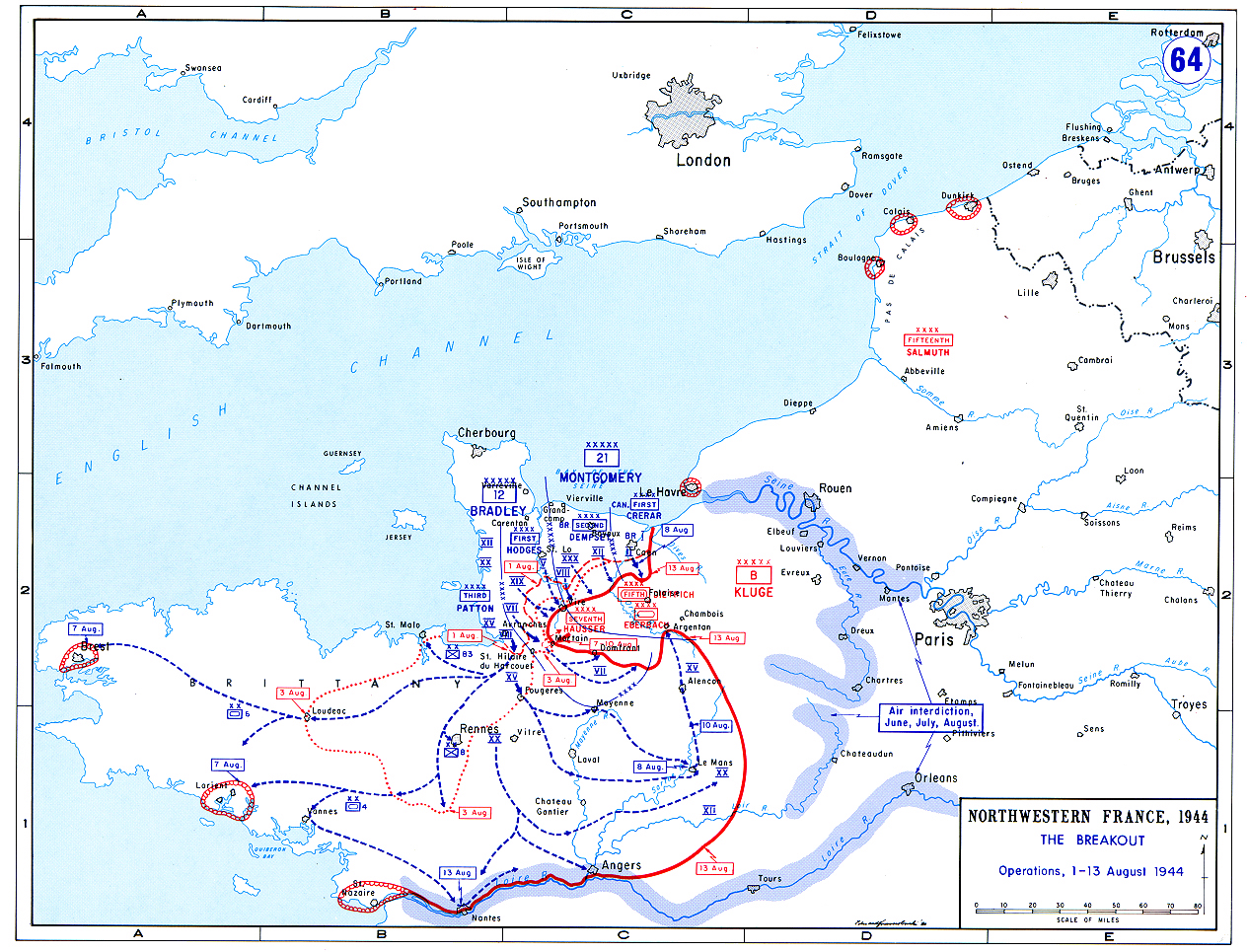
L'évolution du front.

### Juin
- Nuit du 5 au 6 juin : quatre sticks du 4e SAS français sont les premiers parachutés en Bretagne (36 Français, pour la plupart Français libres, opération Dingson et opération Samwest)[19]. La 82e division aéroportée américaine (opération Boston), la 101e division aéroportée américaine (opération Albany) et la 6e division aéroportée britannique (opération Tonga) sont parachutées à chaque extrémité de la zone de débarquement.
- 6 juin – jour J : débarquement des troupes sur les plages normandes
- 7 juin : têtes de pont établies sur les 5 plages mais, contrairement au plan, elles ne sont pas reliées entre elles et Caen n'est pas pris.
- 9 juin : mise en service des premiers aérodromes alliés sur le continent.
- 11 juin : la 101e airborne libère Carentan.
- 14 juin : le général de Gaulle débarque à Courseulles, les têtes de pont sont consolidées (plages reliées entre elles et maitrise du terrain sur environ 20 km de profondeur).
- 15 juin : opération de diversion de la Royal Air Force qui bombarde le port de Boulogne-sur-mer dans le Nord de la France avec 300 bombardiers.
- 16 juin : début de fonctionnement du port artificiel américain Mulberry à Saint-Laurent-sur-Mer devant Omaha Beach.
- 17 juin : les Américains atteignent la côte ouest du Cotentin à Barneville-Carteret, isolant les troupes allemandes du Nord-Cotentin du reste du front allemand.
- 17 juin : rencontre entre Hitler et les maréchaux Rommel et Von Rundstedt dans le Wolfsschlucht II, à Margival dans l'Aisne, pour faire le point sur la situation en Normandie. Hitler refuse d'admettre la situation décrite par Rommel et d'envisager un repli allemand sur la Seine.
- 18 juin : le maquis de Saint-Marcel en Bretagne (opération Dingson), comprenant 3 000 maquisards encadrés par 200 parachutistes SAS français, est attaqué par les troupes allemandes, alertées par les parachutages nocturnes. Les Allemands ne peuvent tolérer l'implantation d'une telle base ennemie qui menace leurs mouvements vers la Normandie, le réseau ferré breton avait été neutralisé.
- 19 – 21 juin : tempête sur la Manche qui détruit le port artificiel américain à Saint-Laurent-sur-Mer et endommage le port britannique à Arromanches.
- 25 – 29 juin : opération Epsom, offensive à l'ouest de Caen, repoussée par la défense allemande.
- 26 juin : prise du port de Cherbourg, fortement endommagé, après plusieurs jours de combats, par d'intenses bombardements alliés et par le sabotage opéré par les Allemands avant leur reddition.

### Juillet
- 2 juillet : le maréchal von Rundstedt est relevé de ses fonctions de chef d'état-major du front ouest. Il est remplacé par le maréchal von Kluge.
- 8 juillet : opération Charnwood, la Seconde armée britannique attaque Caen après un intense bombardement aérien.
- 9 juillet – 19 juillet : la ville de Caen est libérée (rive gauche de l'Orne, puis rive droite).
- 17 juillet : le maréchal Rommel est sévèrement blessé dans un mitraillage de sa voiture par un avion allié. Les Américains pénètrent dans Saint-Lô, en ruines. L'attaque a coûté 6 000 hommes à l'armée américaine depuis le 11 juillet.
- 18 – 20 juillet : opération Goodwood. Attaque blindée anglo-canadienne à l'est de Caen sans avancée significative mais permettant de fixer les troupes allemandes à l'est du front pour favoriser l'attaque américaine à l'ouest.
- 20 juillet : attentat manqué contre Hitler.
- 21 juillet : le port de Cherbourg recommence à fonctionner.
- 21 – 24 juillet : pluies torrentielles sur la Normandie.
- 25 – 27 juillet : opération Spring aux environs de Caen. Échec sanglant avec plus de 1 500 pertes dont environ 500 morts alliés, essentiellement des Canadiens qui reposent aujourd'hui au cimetière militaire canadien de Bretteville-sur-Laize.
- 25 juillet : début de l'opération Cobra lancée par les Américains dans le Cotentin avec un bombardement massif sur un étroit corridor des lignes allemandes (tactique du « tapis de bombes ») entre La Chapelle-Enjuger et Hébécrevon.
- 27 juillet : le front allemand s'effondre dans le Cotentin ; percée d'Avranches.
- 30 juillet : port de Cherbourg remis en activité ; lancement par les Britanniques de l'opération Bluecoat pour sécuriser la route de jonction clé de Vire et les hauteurs du mont Pinçon et permettre aux Américains de mieux exploiter leur percée à l'ouest ; débarquement de la 1re DB polonaise du général Maczek.

### Août
- 1er août : la 2e DB du général Leclerc débarque à Utah Beach. La 3e armée américaine de Patton est opérationnelle et déferle sur la Bretagne le lendemain, sa progression est facilitée par les maquisards bretons encadrés par les parachutistes SAS français qui harcèlent le repli allemand vers les ports (Brest, Lorient, Saint-Nazaire).
- 3 août : en 3 jours, 7 divisions américaines sont passées par la percée d'Avranches en direction de la Bretagne et de la Loire.
- 3 – 9 août : opération Totalize, au sud de Caen pour tenter d'encercler les troupes blindées allemandes parties sur la contre-offensive de Mortain.
- 7 août : lancement de la contre-attaque de Mortain par les Allemands en vue de couper le front allié.
- 8 août : la contre-attaque est contenue par les Américains.
- 9 août : prise du Mans par les Américains.
- [12 – 21 août : fuite des Allemands vers l'est par l'étroit couloir de Chambois et sous le bombardement continu des Alliés.
- 15 août : opération Anvil Dragoon, le débarquement allié en Provence.
- 16 août : prise de Falaise par les Canadiens et les Polonais sur le flanc nord.
- 19 août : prise de la cote 262 par les Polonais.
- 21 août : fermeture de la poche de Falaise.
- 22 août : libération de L'Aigle.
- 24 août : libération de Bernay.
- 25 août : libération de Lisieux et de Paris.
- 30 août : libération de Rouen.
- 1er septembre : libération de Dieppe par les Canadiens.

## Considérations politiques
Les débarquements en Normandie sont précédés par une quantité considérable de manœuvres politiques parmi les Alliés. Il y a de nombreux désaccords sur les lieux où le débarquement doit avoir lieu et sur le déroulement de la prise des objectifs. L'ouverture d'un second front pour soulager les Soviétiques est prévue depuis 1942. Les Alliés ont d'abord préféré attaquer le « ventre mou » que constituaient l'Afrique du Nord et l'Italie. Churchill privilégie cette approche et souhaite lancer de nouvelles attaques en Méditerranée et dans les Balkans afin de prendre en tenaille le gros des armées allemandes mais aussi contenir l'avancée soviétique qu'il craint. Mais il doit céder à la préférence de Roosevelt et de Staline pour un débarquement dans le Nord-Ouest de l'Europe, plus proche du cœur industriel de l'Allemagne, la Ruhr.
Le choix de Montgomery déplaît à certains Américains qui préféraient le général Alexander pour commander les forces terrestres. Montgomery lui-même a des doutes à propos de la nomination d'Eisenhower car ce dernier a très peu d'expérience de terrain. Dans cette opération, cependant, Montgomery et Eisenhower coopèrent bien. Leurs disputes, bien connues, viendront plus tard, notamment durant l'opération Market Garden en septembre 1944 aux Pays-Bas.
À noter qu'il faut jusqu'à l'intervention du roi George VI pour dissuader Winston Churchill de participer personnellement au débarquement à la tête de soldats britanniques.

### Estimation stratégique
En 1944, le matériel et l'armement allemands étaient excellents mais disponibles en trop faible quantité. Les Alliés bénéficiaient d'une production inépuisable, d'une « fabuleuse logistique » et de la standardisation des munitions. Sans les Liberty ships, des cargos à durée de construction courte sur des plans simples, qui permirent l'acheminement d'hommes et de matériel en Angleterre puis sur le continent européen, jamais les Alliés n'auraient pu remporter la « bataille décisive ».
Le débarquement en Normandie est coûteux en termes d'hommes et de matériel pour les Alliés, bien que réussi dans le premier temps de l'opération (établissement d'une tête de pont), grâce à l'expérience acquise dans les débarquements antérieurs, Dieppe (août 1942), Afrique du Nord (novembre 1942), Sicile (juillet 1943), Anzio (janvier 1944), et surtout, grâce aux énormes capacités matérielles et techniques, à la maîtrise du ciel et à la parfaite coordination des actions. L'échec de la 3e division à prendre Caen, un objectif trop ambitieux pour le premier jour de l'opération, va bloquer l'action pendant un mois. La prise fortuite de Villers-Bocage, suivie par l'échec de son renforcement et sa reprise par la brigade allemande de Michael Wittmann, brise l'offensive des Britanniques.
Les Alliés se trouvent confrontés au problème du terrain. Ils vont devoir progresser dans la partie ouest, dans le bocage, où ils avaient sous-estimé les difficultés de déplacement, et où ils sont contraints de combattre intensément en raison du blocage de l'offensive à l'est et de la non-prise de Caen. Ce bocage gêne considérablement l'avancée des troupes mécanisées alliées et favorise les positions défensives allemandes. Les Alliés vont ainsi piétiner plusieurs semaines dans ce qui sera appelé la « bataille des Haies », ne progressant que très lentement et au prix de pertes importantes. À la fin juillet, ils vont utiliser leur domination aérienne avec l'emploi massif de bombardiers sur un territoire restreint, appliquant la tactique du « tapis de bombes », utilisée notamment avant la percée d'Avranches, pour dégager un corridor d'attaque.
La bataille de Normandie n'a pas été la plus grande bataille de l'été 1944. En effet, le 22 juin 1944, alors que les Allemands ne peuvent plus transférer vers l'Est d'unités prélevées à l'Ouest, les Soviétiques, supportant le poids de l'armée allemande et en plein accord avec les Alliés occidentaux, lancent l'opération Bagration, considérée comme la plus grande défaite allemande essuyée par une armée allemande depuis la bataille d'Iéna. L'essentiel des troupes allemandes était alors engagé sur le front de l'Est.

### Séquelles

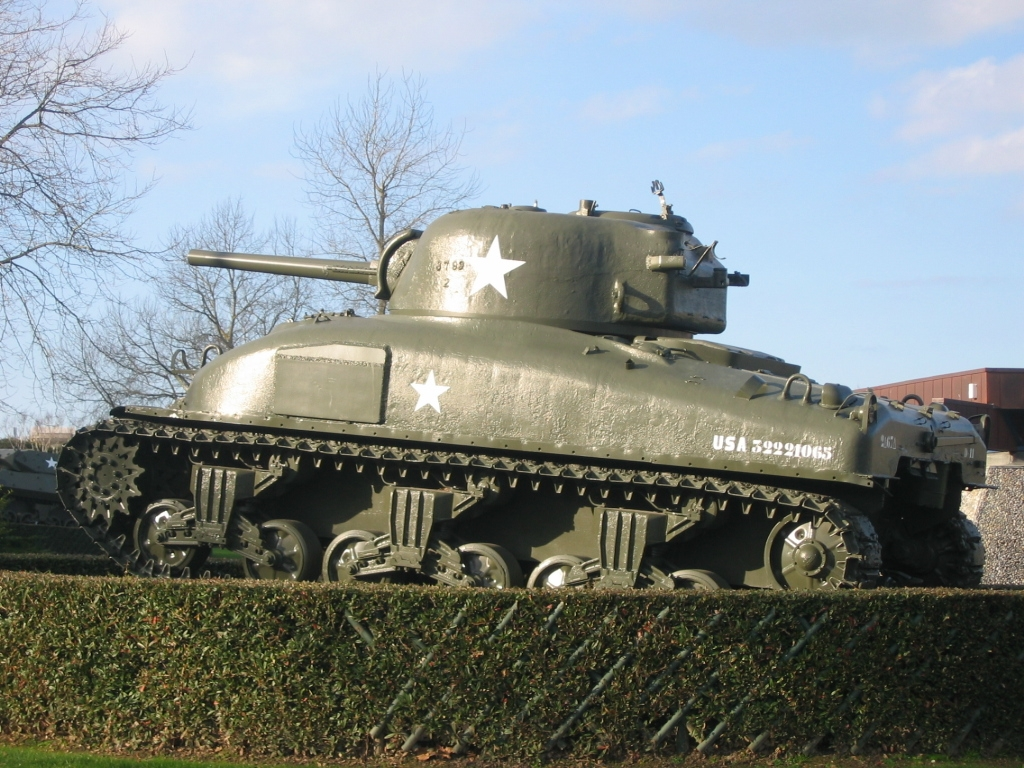
Char américain M4 Sherman exposé à Bayeux.

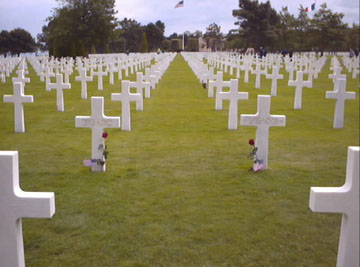
Le cimetière américain de Colleville-sur-Mer au-dessus d'Omaha Beach.

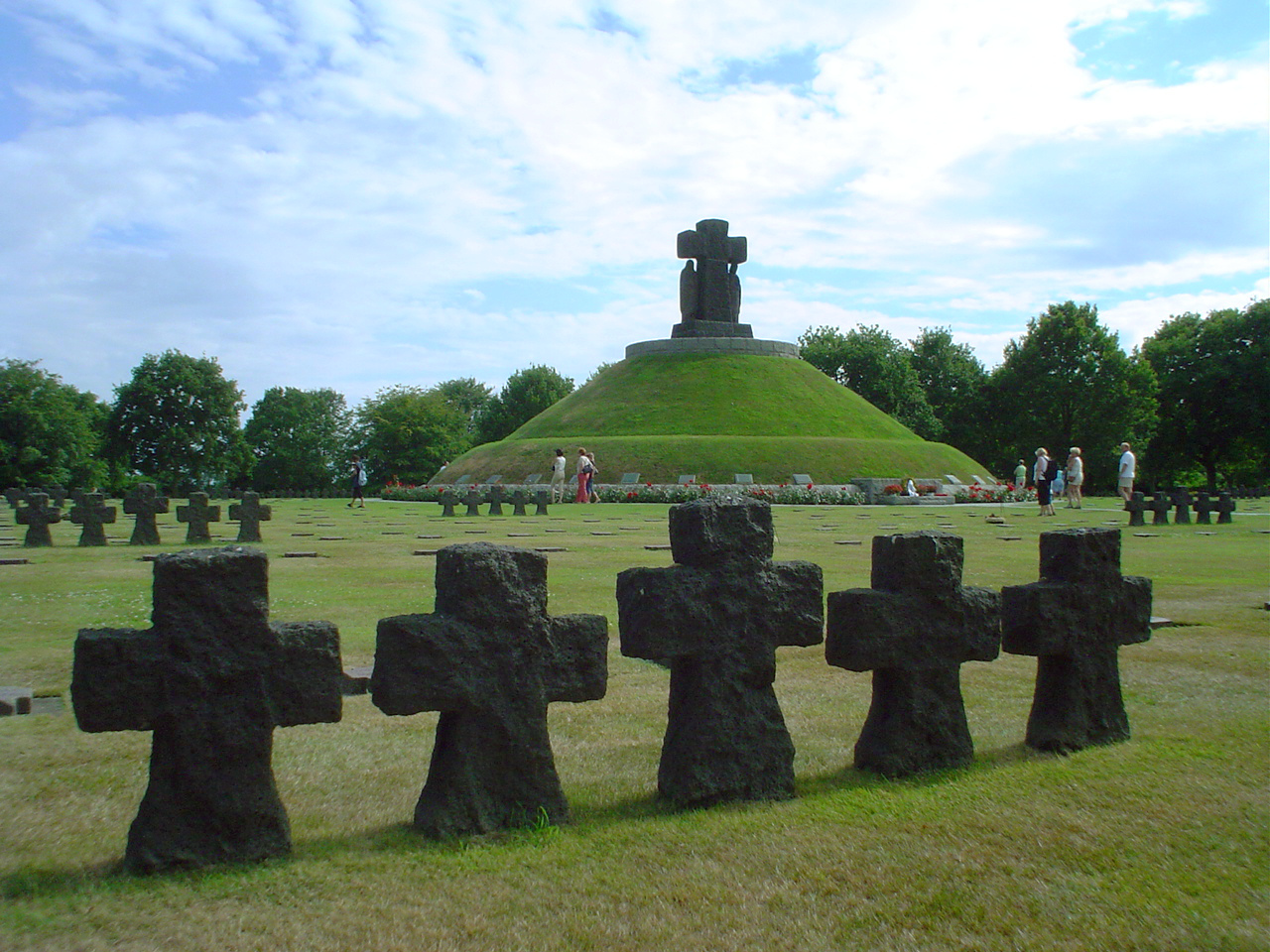
Cimetière militaire allemand de La Cambe.

La Normandie a été une des régions françaises les plus durement éprouvées par la Seconde Guerre mondiale. Caen, Saint-Lô, Le Havre, sont des champs de ruines. De nombreux villages ont été rasés. L'âpreté et la durée des combats, l'utilisation massive des bombardements aériens par les Alliés pour déloger les troupes allemandes de leurs positions retranchées et couper les voies de communication vont faire de nombreuses victimes civiles. Le bilan est estimé par Henri Amouroux à plus de 50 000 victimes civiles normandes, « sur lesquelles un grand nombre de non-identifiées », dont 20 000 dans le Calvados, 9 890 en Seine-Maritime, 14 800 dans la Manche, 4 200 dans l'Orne et un peu moins de 3 000 dans l'Eure. D'autres sources donnent des chiffres revus à la baisse à la suite d'un recensement réalisé dans les années 1990 qui aboutit au chiffre de 20 000 victimes, dont 8 000 dans le Calvados, 4 850 en Seine-Maritime, 4 000 dans la Manche, 2 200 dans l'Orne et 900 dans l'Eure. Des centaines de milliers de sans-abri ne seront pas relogés avant plusieurs années et la majorité des infrastructures est détruite. Henri Amouroux dans son ouvrage La Grande Histoire des Français sous l'Occupation, apporte sa vision sur les séquelles de la bataille de Normandie :

« Pour beaucoup de Français, aujourd'hui, les morts de la Libération ont péri dans les maquis, dans les prisons allemandes, dans les camps, dans les rangs de la 2e D.B. ou dans ceux de l'armée de De Lattre.
 Les Français, ceux de Normandie surtout, longtemps sous le feu, lorsqu'ils n'étaient pas pris entre deux feux, n'occupent qu'une modeste place dans l'histoire de la Seconde Guerre mondiale. Leurs souffrances et les horreurs des camps ont été effacées par les joies de la Libération. Et l'image de la grasse, de la riante Normandie, l'a toujours emporté sur la réalité de la Normandie assassinée. »

Le général Dietrich von Choltitz, commandant du 84e corps allemand en Normandie, qualifia la bataille d'« immense bain de sang ».
Le souvenir de la bataille est partout présent en Normandie, notamment avec de nombreux et vastes cimetières militaires, monuments, stèles ou autres panneaux d'information disséminés sur les nombreux lieux de combats, de nombreux musées, de toutes tailles dont le grand mémorial de Caen, des rues qui portent le nom des acteurs alliés ou des régiments ayant participé à la libération de la région. On retrouve sur la côte la trace des combats avec des blockhaus marqués par les déflagrations mais qui défient le temps qui passe. Il est aussi encore possible de voir quelques caissons de béton Phoenix qui ont composé les digues du port artificiel au large d'Arromanches. Encore aujourd'hui, le site de la pointe du Hoc est criblé de cratères d'explosion d'une taille spectaculaire.
Si le cinquantième anniversaire de la bataille de Normandie (1994) avait été l'occasion de rappeler la dureté des combats et les pertes militaires des deux côtés, le soixantième anniversaire (2004) a aussi permis d'évoquer la souffrance des populations civiles, passée sous silence ces dernières décennies, et de donner une image moins héroïque des armées alliées. Ainsi, des études récentes d'historiens ont montré que certains soldats américains se livrèrent à des exactions. Comme dans toute armée en campagne, il y eut des pillages et des viols, qui sont cependant le fait d'individus isolés, et qui n'ont été ni organisés, ni encouragés par le commandement, lequel a d'ailleurs jugé sévèrement ceux portés à sa connaissance (plusieurs condamnations à mort de soldats prononcées par les tribunaux militaires alliés). La longue et éprouvante bataille dans le bocage provoqua également des troubles de stress post-traumatique et refus de combattre chez des conscrits américains dont c'était, pour la majorité d'entre eux, le baptême du feu. Cela ne doit pas occulter la réalité des dizaines de milliers de morts de soldats alliés venus libérer une Europe bien éloignée de chez eux.
Aux pertes durant les combats, il faut encore ajouter les 1 800 prisonniers de guerre allemands qui ont péri lors des opérations de déminage des plages. Malgré l'article 32 de la Convention de Genève (1929) interdisant l'emploi des prisonniers de guerre à des tâches dangereuses,, les Alliés préfèrent ne pas utiliser leurs propres soldats à ces tâches à haut risque et ne disposaient alors pas comme les armées d'aujourd'hui, d'unités spécialement formées et équipées pour le déminage.

## Photos

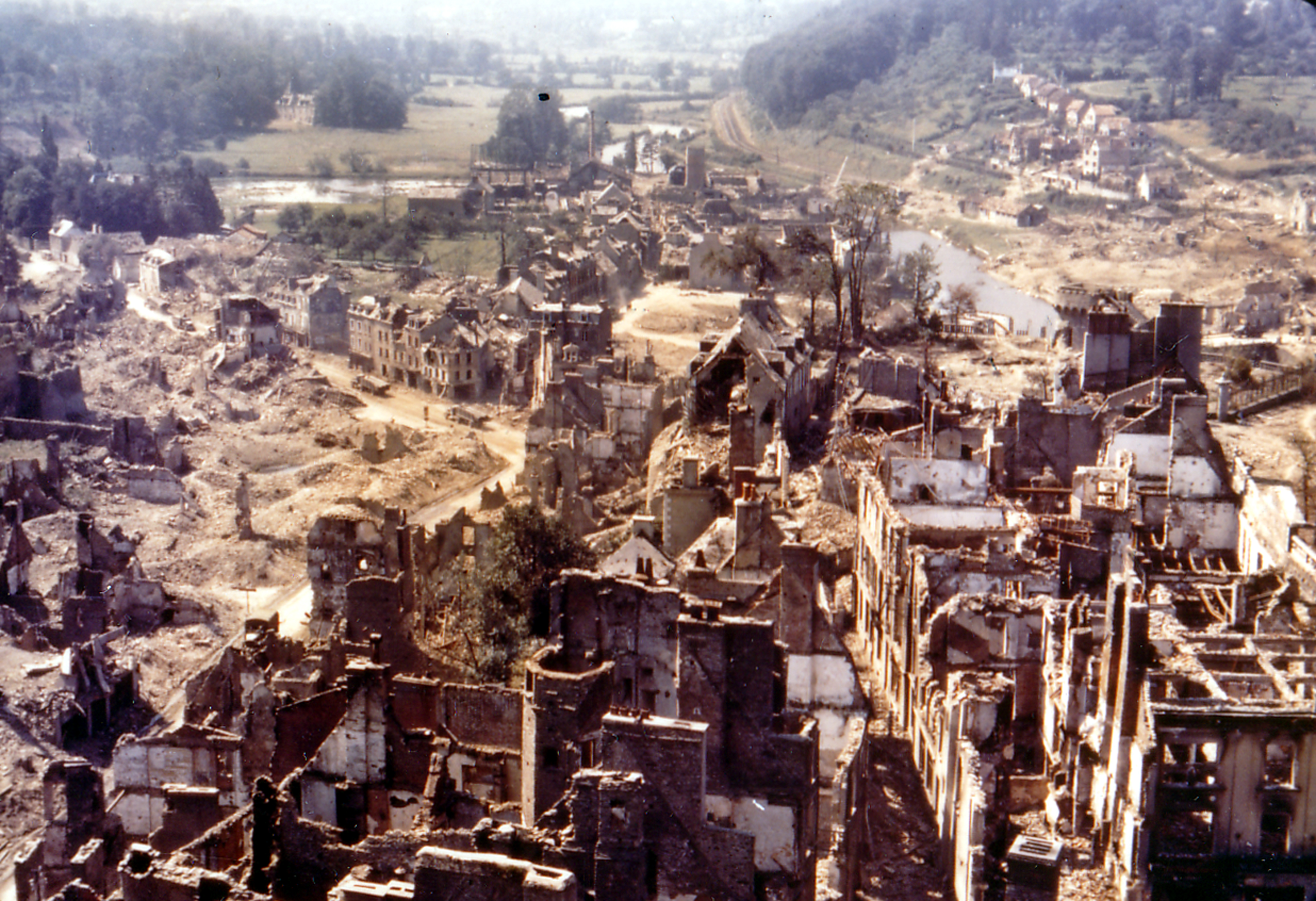
Saint-Lo en 1944.
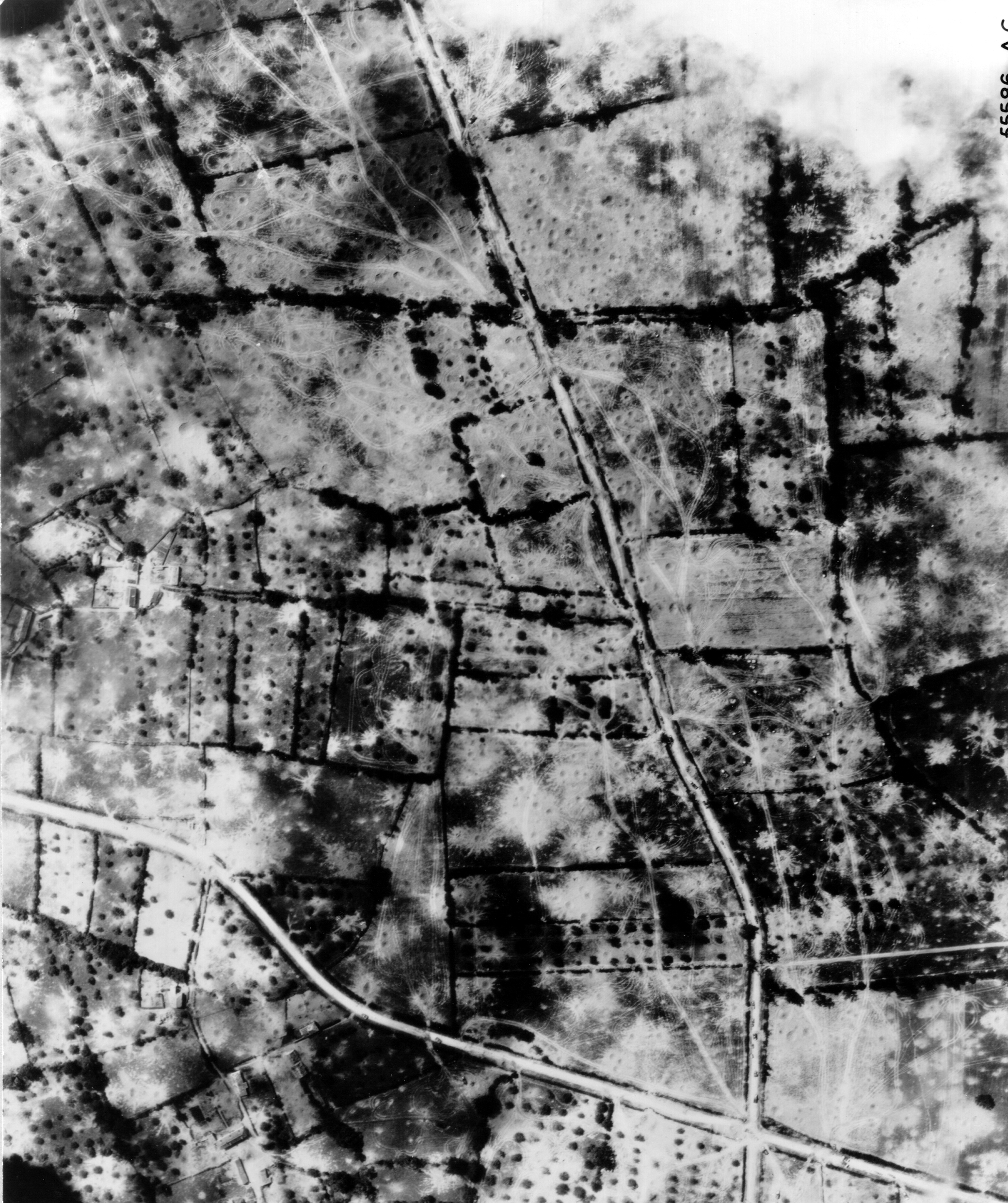
Campagne de Saint-Lo en 1944.
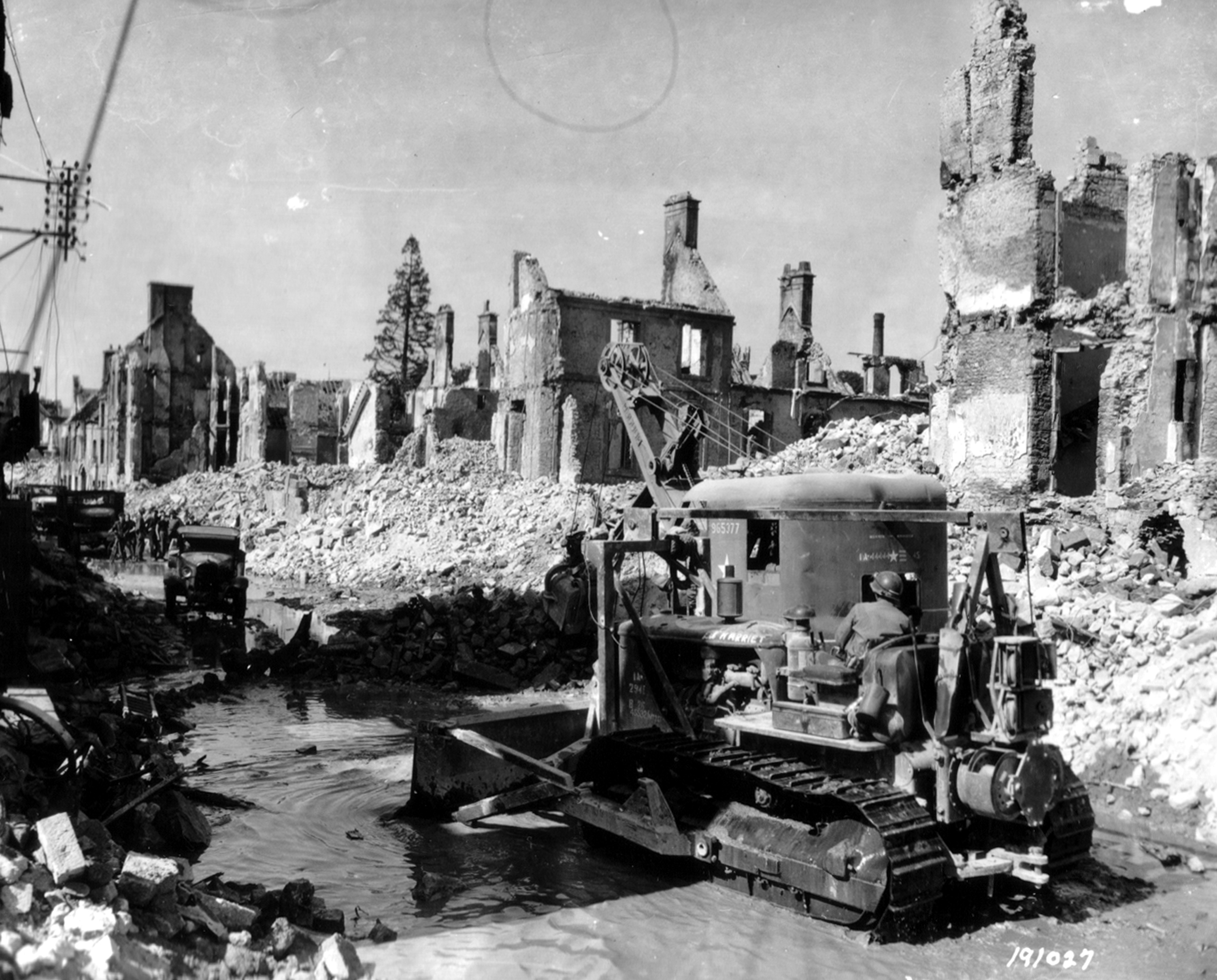
Cherbourg en 1944.
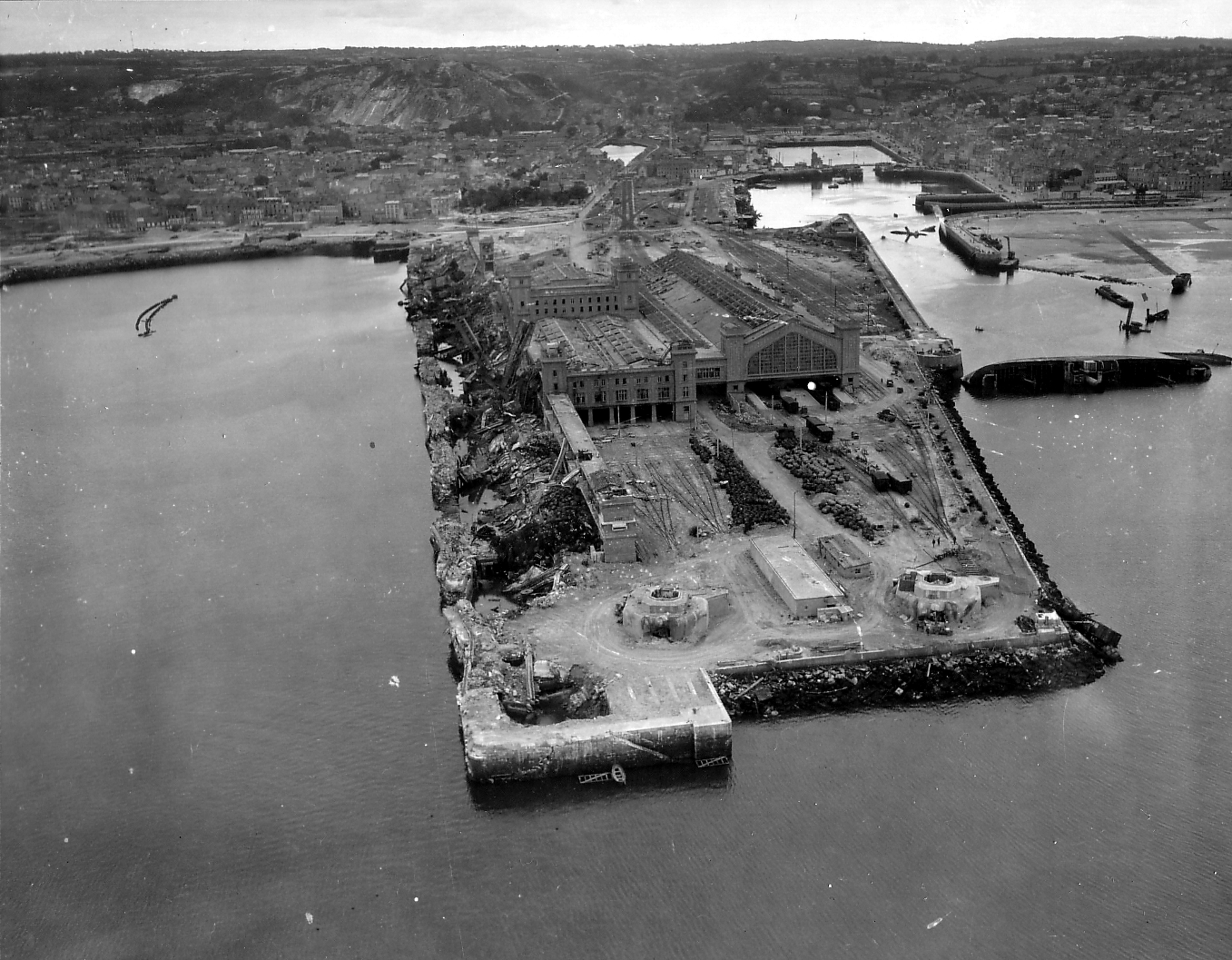
Gare Maritime de Cherbourg.
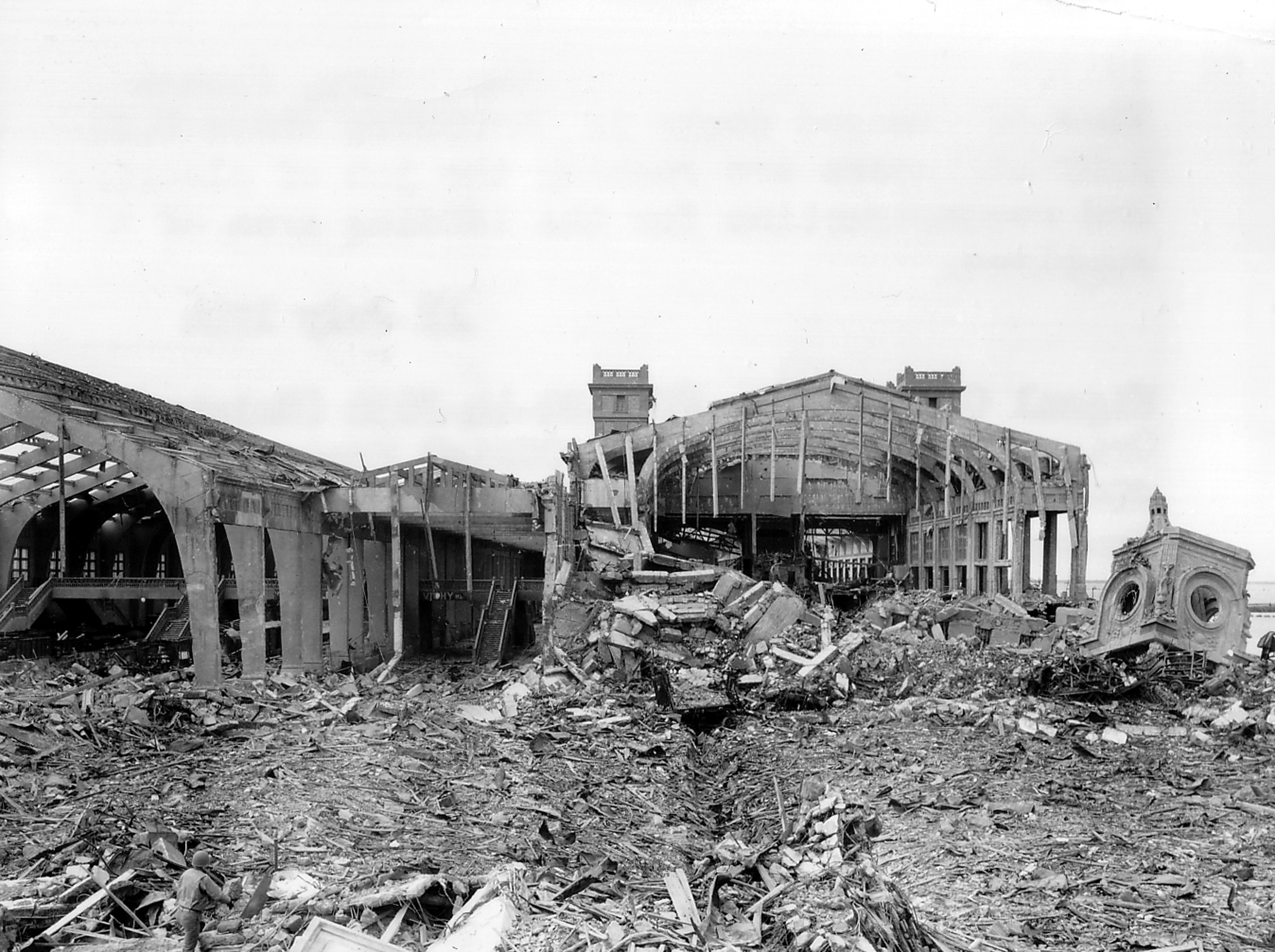
Gare Maritime de Cherbourg en 1944.
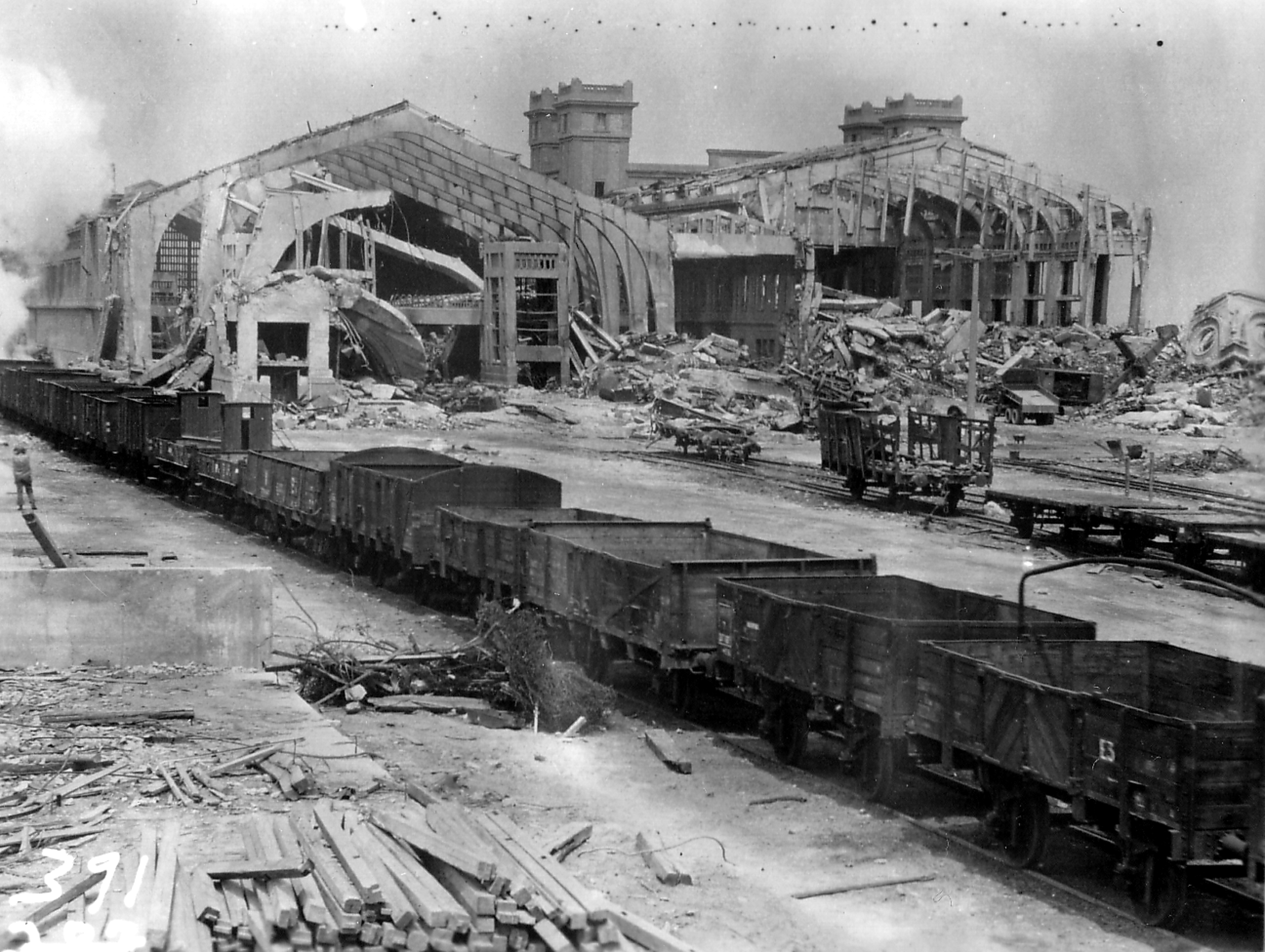
Vue alternative de la Gare Maritime de Cherbourg.
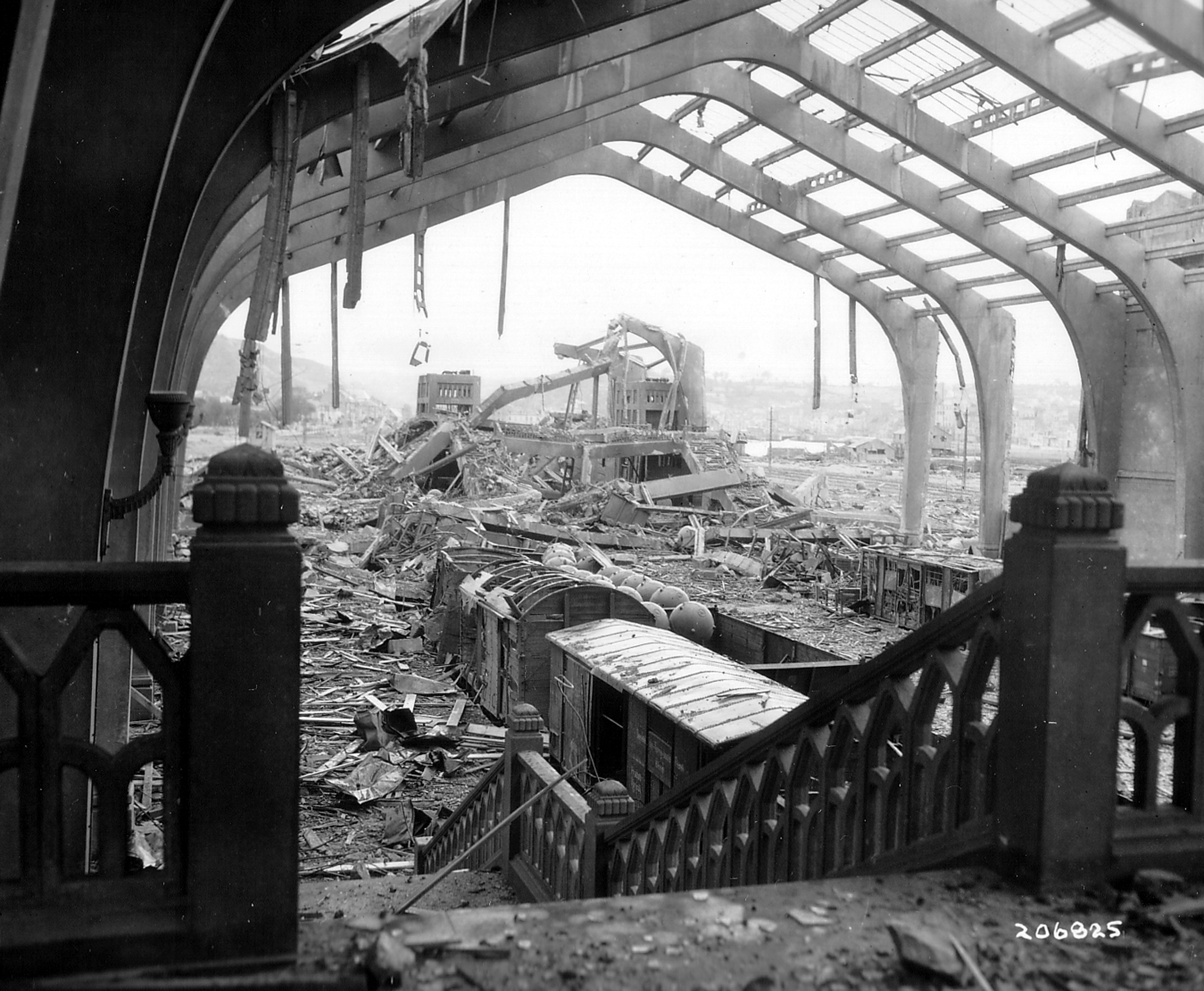
Vue Intérieure de la Gare Maritime de Cherbourg
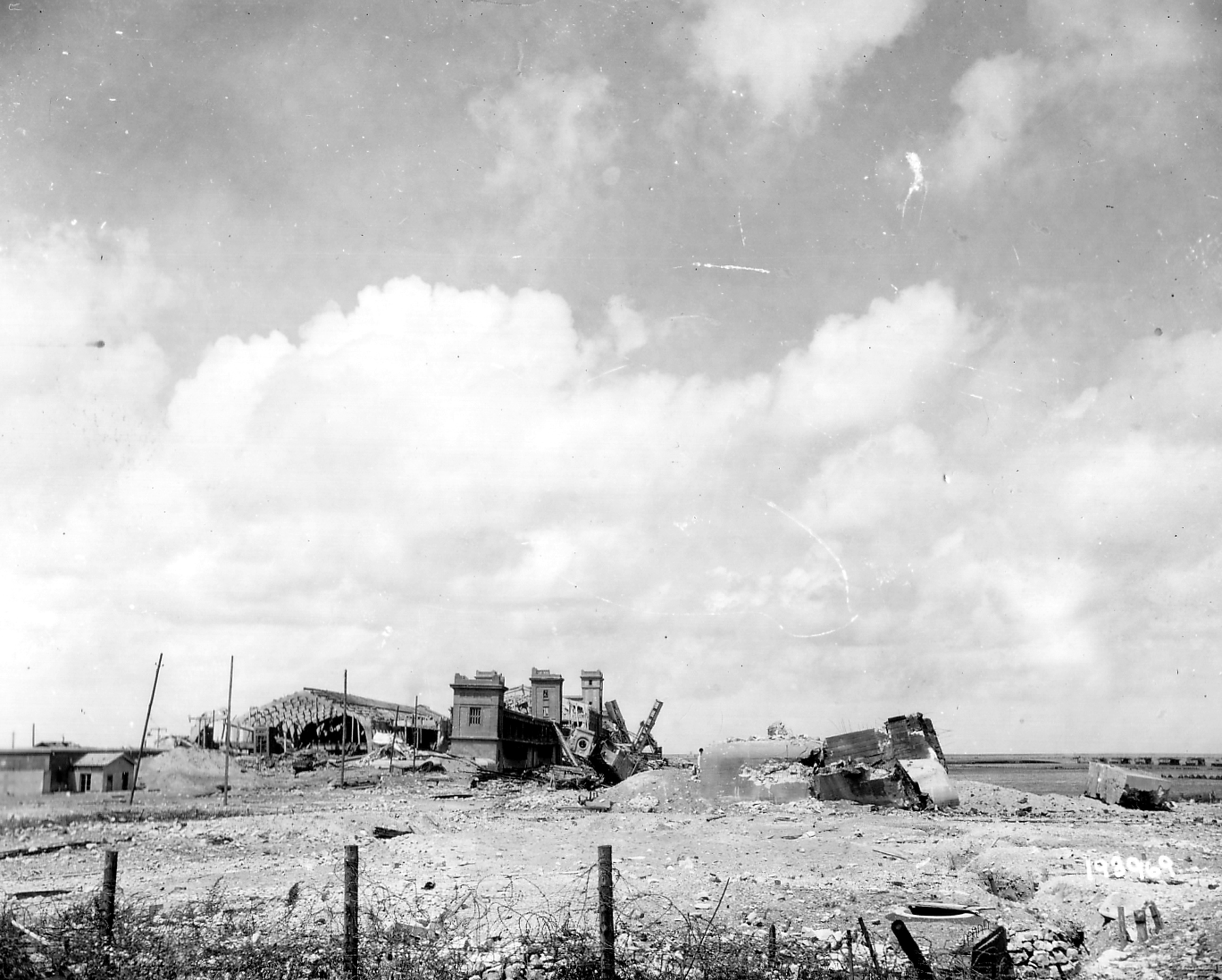
Seconde vue alternative de la Gare Maritime de Cherbourg.
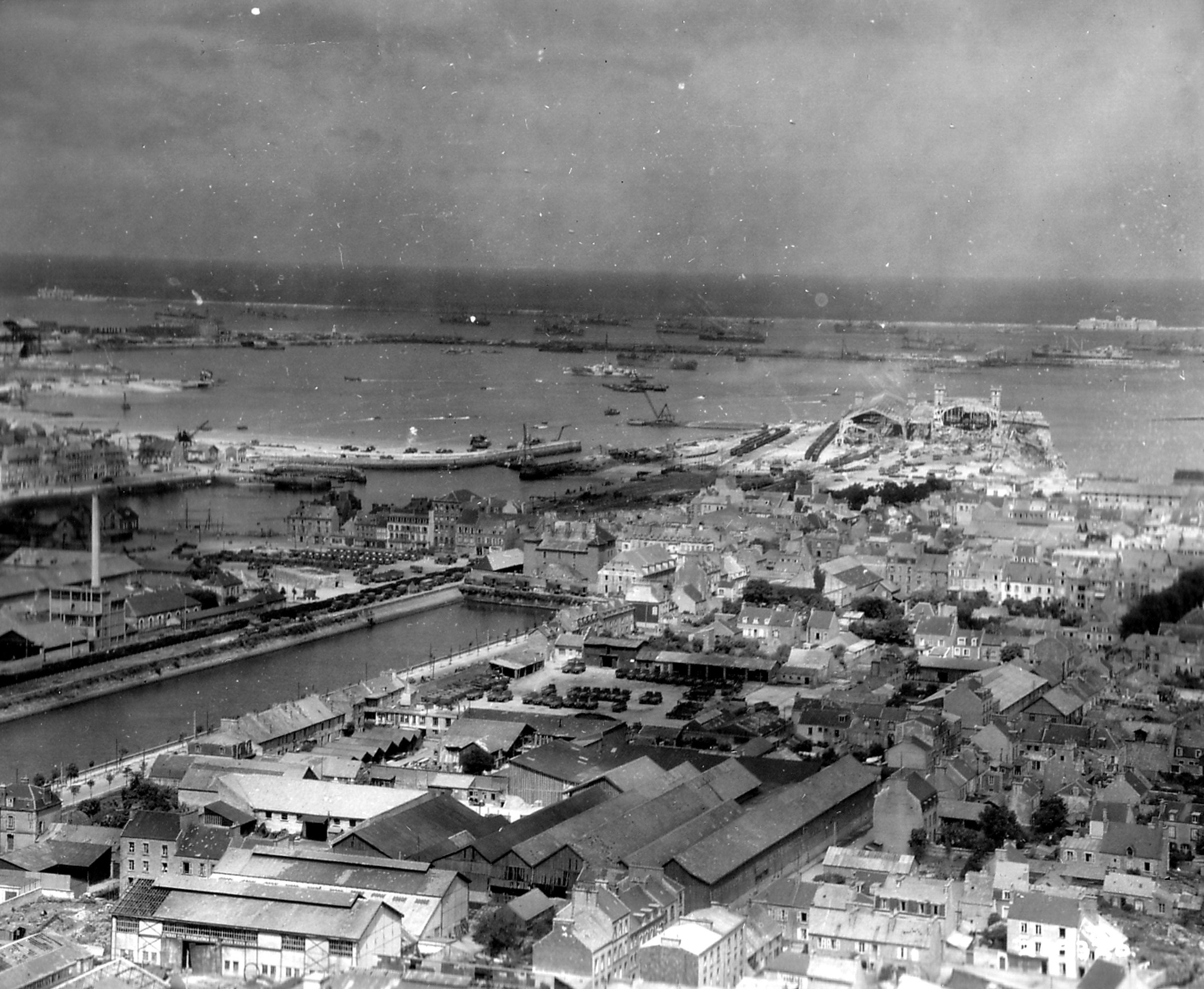
Vue du Fort du Roule de Cherbourg.
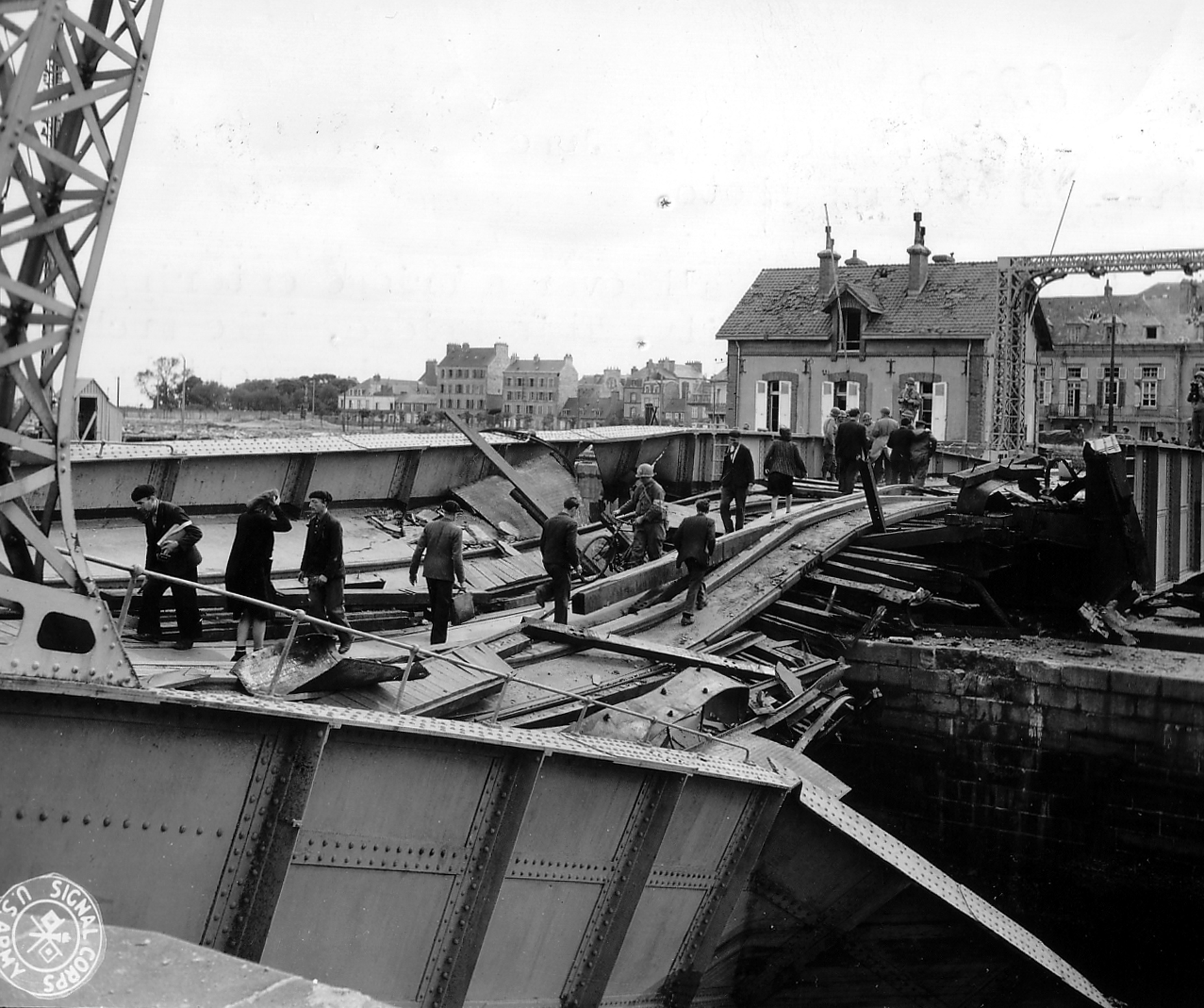
Pont de Cherbourg en 1944.
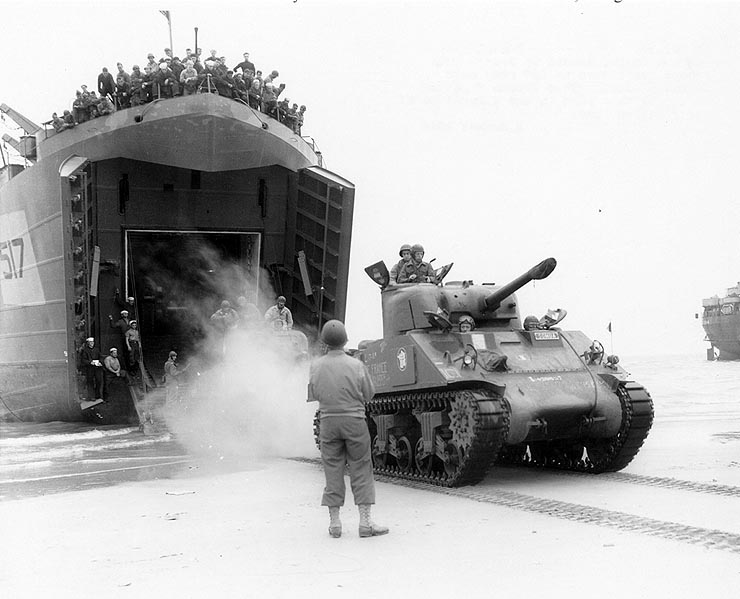
Char Sherman.
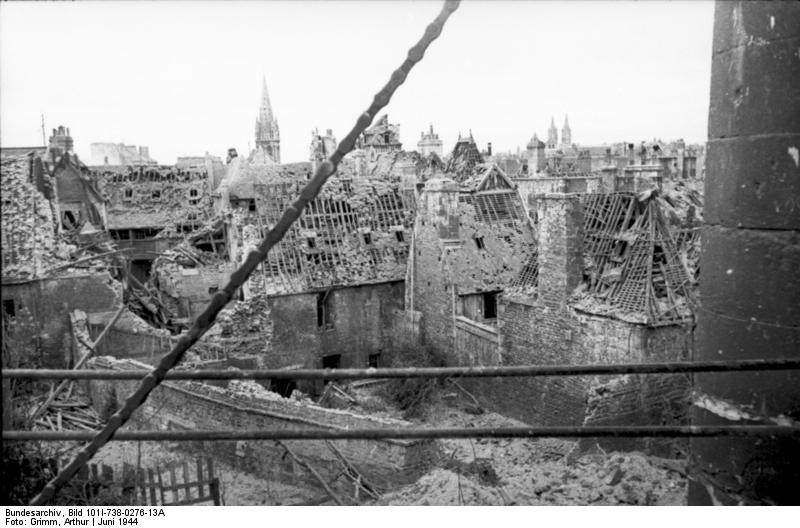
Caen, vue depuis le château.

## Filmographie

### Cinéma
- Le Bataillon du ciel d'Alexandre Esway, d'après le livre de Joseph Kessel, 1947
- Le Jour le plus long (The Longest Day), 1962
- Au-delà de la gloire (The Big Red One) de Samuel Fuller, 1980
- Il faut sauver le soldat Ryan (Saving Private Ryan) de Steven Spielberg, 1998
- Far Away : Les Soldats de l'espoir (My Way) de Kang Je-gyu, 2011

### Télévision
- Le 16 à Kerbriant, feuilleton télévisé de Michel Wyn, 1971
- Un jour avant l'aube de Jacques Ertaud, 1994
- Frères d'armes, série télévisée produite par Steven Spielberg et Tom Hanks, 2001
- Saison 3 de Sanctuary, épisode 17 : Le Débarquement Allié, 2011

## Musique
- La chanson Primo Victoria du groupe de Power metal suédois Sabaton a pour thème le débarquement du 6 juin 1944

## Jeux vidéo
- Medal of Honor : Débarquement allié
- Call of Duty 2
- Company of Heroes
- Medal of Honor: Airborne
- Call of Duty: WWII